# Aleksandr II của Nga
Alexander II (tiếng Nga: Алекса́ндр II Никола́евич, chuyển tự: Aleksándr II Nikoláyevich, IPA: [ɐlʲɪˈksandr ftɐˈroj nʲɪkɐˈlajɪvʲɪtɕ]; 29 tháng 4 năm 1818 – 13 tháng 3 năm 1881)) là Hoàng đế Nga, Vua của Ba Lan và Đại vương công Phần Lan từ ngày 2 tháng 3 năm 1855 cho đến khi ông bị ám sát.
Cuộc cải cách quan trọng nhất của Aleksandr trên cương vị hoàng đế là giải phóng nông nô ở Nga vào năm 1861, mà ông được gọi là Aleksandr vị Nga hoàng giải phóng (tiếng Nga: Алекса́ндр Освободи́тель, chuyển tự: Aleksandr Osvoboditel, IPA: [ɐlʲɪˈksandr ɐsvəbɐˈdʲitʲɪlʲ]). Sa hoàng lần lượt thực hiện nhiều cải cách khác, bao gồm tổ chức lại hệ thống tư pháp, tuyển các thẩm phán địa phương thông qua bầu cử, bãi bỏ nhục hình, thúc đẩy chính quyền địa phương tự quản thông qua hệ thống zemstvo, áp đặt nghĩa vụ quân sự phổ cập, chấm dứt một số đặc quyền của giới quý tộc, và thúc đẩy giáo dục đại học. Sau khi bị ám sát hụt vào năm 1866, Aleksandr đã áp dụng một lập trường có phần phản động hơn cho đến khi ông qua đời.
Aleksandr xoay chuyển về chính sách đối ngoại và bán Alaska cho Hoa Kỳ vào năm 1867, lo sợ thuộc địa xa xôi này sẽ rơi vào tay người Anh nếu diễn ra một cuộc chiến tranh khác. Ông tìm kiếm giải pháp hòa bình, rời khỏi nước Pháp đầy biến động khi Napoléon III thất thủ vào năm 1871, và vào năm 1872, ông tham gia cùng với Đức và Áo trong Liên minh Ba Hoàng đế để ổn định tình hình châu Âu. Bất chấp chính sách đối ngoại theo chủ nghĩa hòa bình, ông đã tham gia vào trong một cuộc chiến ngắn với Đế quốc Ottoman vào năm 1877–78, theo đuổi việc mở rộng lãnh thổ sang Siberia và Caucasus, và chinh phục Turkestan. Mặc dù thất vọng trước kết quả của Hội nghị Berlin năm 1878, Aleksandr vẫn tuân thủ thỏa thuận đó. Trong số những thách thức lớn nhất trong đất nước của ông là một cuộc nổi dậy ở Ba Lan vào năm 1863, mà ông đã phản ứng bằng cách loại bỏ vùng đất đó trong hiến pháp và sáp nhập nó trực tiếp vào Nga. Aleksandr đang đề xuất quốc hội các cải cách bổ sung để chống lại sự trỗi dậy của các phong trào cách mạng và vô chính phủ non trẻ trước khi ông bị ám sát vào năm 1881.

## Tuổi trẻ

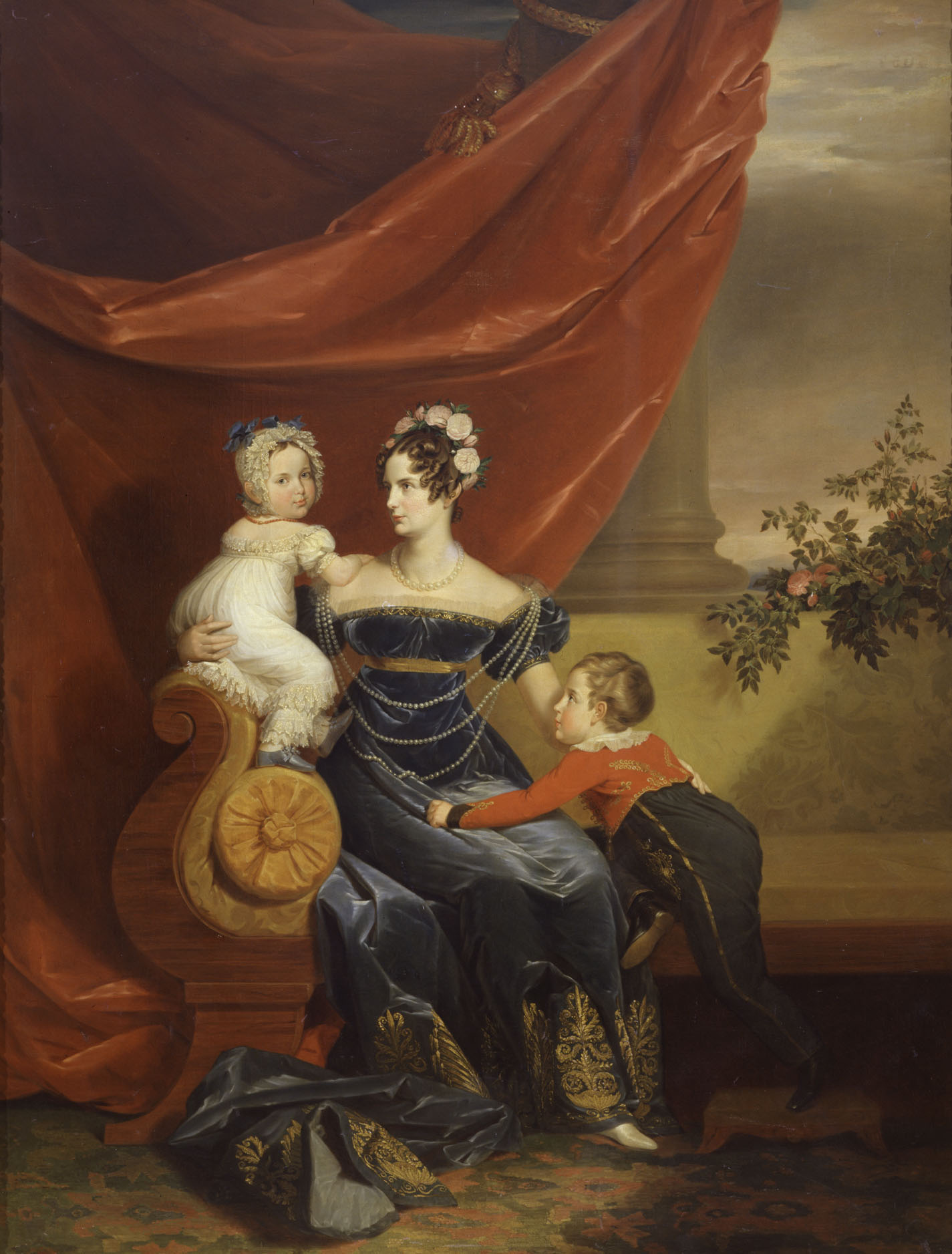
Charlotte Wilhelmine của Phổ cùng với hai đứa con đâu lòng là Aleksandr và Maria Nikolaievna.

Ông sinh năm 1818 tại thành phố Moskva, là con của Đại vương công Nga Nikolai và Charlotte Wilhelmine của Phổ - con gái Friedrich Wilhelm III của Phổ và Louise của Mecklenburg-Strelitz. Trước khi cưới Đại vương công Nikolai và theo Chính Thống giáo Đông phương, Charlotte Wilhelmine đã cải tên thành Aleksandra Fyodorovna, còn Nikolai thì trở thành Nga hoàng năm 1825. Thiếu thời, ông đã bộc lộ chút ít tiềm năng cơ bản của mình; đến khi ông lên ngôi năm 1855, tuổi 37, một số người cho rằng hậu thế sẽ xem Aleksandr là một ông vua có khả năng thực hiện những cải cách mang tính thử thách nhất trong lịch sử Nga, kể từ thời vua Pyotr Đại đế (1682 - 1725).
Việc giáo dục vị Nga hoàng tương lai được thực hiện dưới sự giám sát của một nhà thơ lãng mạn theo xu hướng tự do, đồng thời cũng là một dịch giả tài ba tên là Vasily Andreyevich Zhukovsky, cùng với M. M. Speransky và E. F. Kankrin. Ông được dạy kỹ một vốn kiến thức nông cạn trong rất nhiều môn học, và trở nên rành rọt những ngôn ngữ tiêu biểu ở châu Âu thời hiện đại. Các thầy cho rằng Thái tử Aleksandr là người có thiện ý, hòa đồng, rất giỏi môn khoa học nhưng có thói dễ lùi bước trước khó khăn. Cả thầy Zhukovsky và vua cha Nikolai I đều cố gắng truyền ảnh hưởng vào con người Aleksandr. Năm xưa, bác của ông là Aleksandr I - được giáo dục bởi một ông thầy học theo Jean-Jacques Rousseau và có tư tưởng Cộng hòa người Thụy Sĩ - từng là vị hoàng đế có tư tưởng tự do, hoặc là một người chuyên quyền theo Chủ nghĩa nhân đạo ở một mức độ nào đó, nay Aleksandr cũng vậy.
Thuở bé, Aleksandr đã tỏ ra yêu thích những hoạt động quân sự, chẳng hạn như những cuộc duyệt binh hoặc những trò chơi chiến sự. Sau này ông đã trở thành sĩ quan chỉ huy của đội vệ binh. Kể từ khi Aleksandr được tấn phong làm Hoàng thái tử, ông trở thành Hiệu trưởng của một trường quân sự tại Nga. Khác với vua cha, ông không yêu thích quân đội Nga thời bấy giờ. Có người cho rằng ảnh hưởng từ thầy Zhukovsky đã khiến ông không có thiện cảm với quân đội Nga. Các sử gia về sau đã phát hiện rằng ông không có hứng với việc quân sự, và có lẽ đây chỉ là phản ứng của ông đối với thất bại của Hoàng gia Nga trong cuộc Chiến tranh Krym, và đối với những hậu quả mà đất nước phải gánh chịu trong cuộc chiến tranh tàn khốc này. Thái tử Aleksandr đã thực hiện một chuyến hành trình sáu tháng, thăm viếng 20 tỉnh trên khắp nước Nga, một việc làm khác thường trong thời kỳ này. Ông cũng thăm viếng nhiều quốc gia giàu mạnh ở Tây Âu. Ông trở thành Thái tử nhà Romanov đầu tiên đến thăm Xibia.
Ngày 2 tháng 3 năm 1855, Nga hoàng Nikolai I lâm bệnh mất, trong lúc chiến tranh Krym còn tiếp diễn. Theo đạo luật về quyền thừa kế ngôi Hoàng đế (ban hành năm 1797), hoàng thái tử Aleksandr lên nối ngôi ở tuổi 36, tức là Hoàng đế Aleksandr II của Nga. Ngày 26 tháng 8 năm 1856, ông làm lễ đăng quang tại Đại giáo đường Uspensky (Cái chết của Đức Mẹ Đồng trinh) ở điện Kremlin (Cẩm Linh).

## Những cải cách của Aleksandr II

### Bối cảnh lịch sử
Trong thời gian cầm quyền của mình (1825 - 1855), Nga hoàng Nikolai I đã thực hiện những chính sách chuyên chế. Dưới thời Nikolai I, đế quốc Nga lâm vào tình trạng quan liêu và kinh tế suy sụp. Theo đủ thứ hình thứ của chế độ đương thời, trật tự quân đội được thành lập ở kinh đô Sankt-Peterburg. Năm 1825, triều đình Nikolai trấn áp cuộc nổi dậy Tháng Chạp, do những sĩ quan quân đội theo xu hướng tự do cầm đầu.
Tuy nhiên, dưới chế độ độc đoán khe khắt của Nga hoàng Nikolai I, nền văn hóa lại phát triển rầm rộ ở thành phố Sankt-Peterburg. Đây là thời đại của nhiều văn nghệ sĩ nổi tiếng tăm trong lịch sử Nga, chẳng hạn như Aleksandr Sergeyevich Pushkin, Mikhail Ivanovich Glinka hay Fyodor Mikhailovich Dostoevsky. Puskin thì đã kết thúc sự nghiệp văn thơ vào năm 1837 khi nhà thơ này chết trong một cuộc đấu súng, để lại cho đời sau những tác phẩm. Còn Glinka là một trong những nhạc sĩ nổi tiếng nhất trong lịch sử Nga, đã bỏ thời gian ra chế tác những vở nhạc kịch và nhạc thính phòng có tiếng tăm tại kinh đô Peterburg. Fyodor Dostoyevsky thì là một nhà văn, từ năm 1837 đến năm 1844 Dostoyevsky cư ngự tại Peterburg, cho ra mắt các tác phẩm. Dostoyevsky trở thành một người bất đồng chính kiến với triều đình Nga hoàng, tham gia trong phong trào trí thức Nga "Petrashevsky". Dù cao trào cách mạng ở Tây Âu năm 1848 (được sự tham gia của một số người Nga như Herzen hay Bakunin) đã kết thúc, Nikolai I vẫn lo sợ chế độ Nga hoàng phải chống nhau một cao trào cách mạng như thế, nên thực hiện chính sách trấn áp. Quan quân đi lùng bắt các thành viên của tổ chức Petrashevsky, bỏ họ vào hầm của pháo đài Thánh Phêrô và Phaolô. Năm 1849 nhà văn này súy nữa thì bị hành hình trước khi được giảm án mà đày sang Xibia.

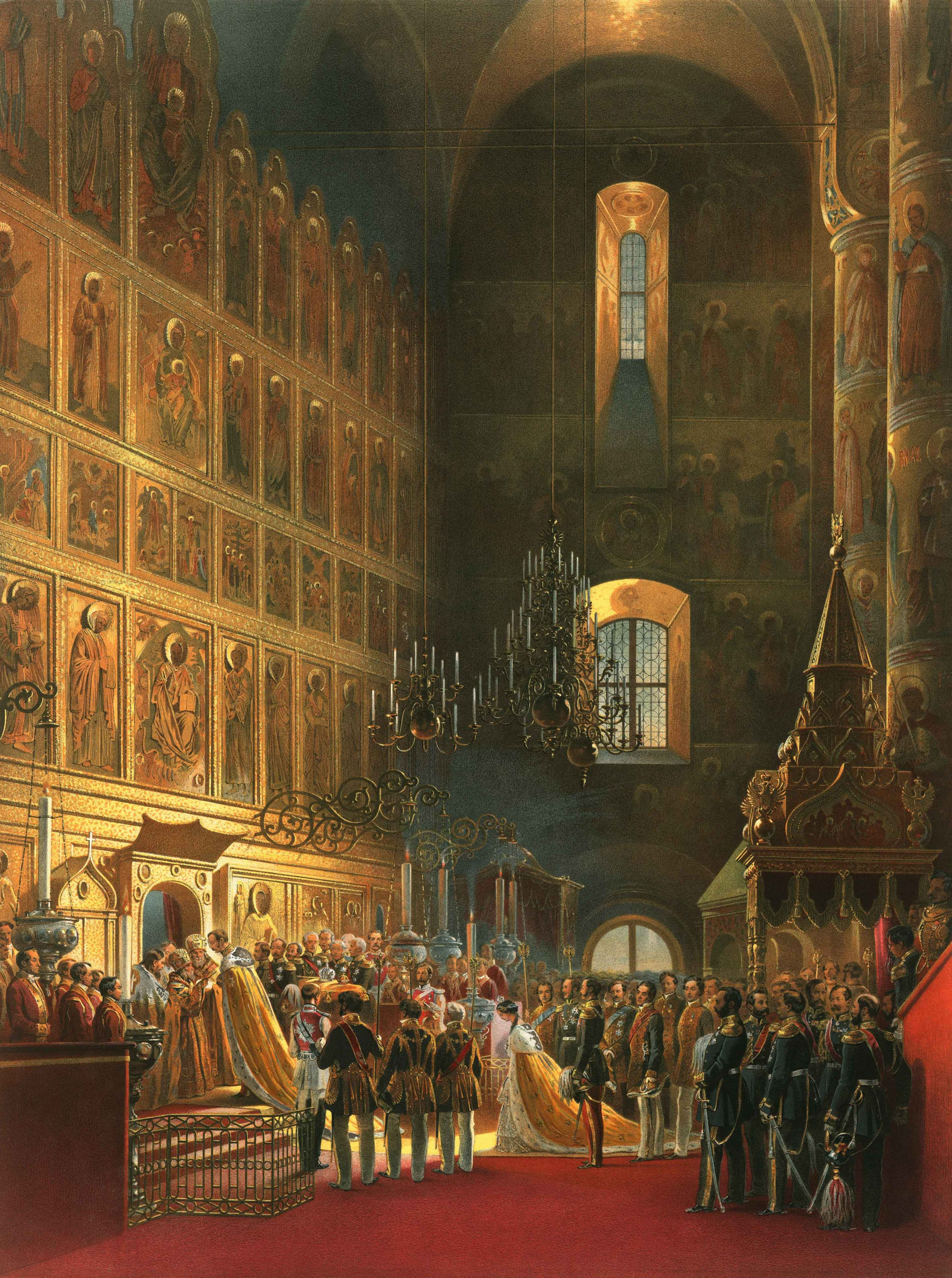
Nga hoàng Aleksandr II được xức dầu thánh.

Mặc dù nền kinh tế lạc hậu, nước Nga cũng dần dần thực hiện những bước tiền trên con đường phát triển kỹ thuật. Vào năm 1837, người ta khai thông một tuyến đường sắt nối liền kinh thành Sankt-Peterburg với "Hoàng Thôn" (Tsarskoye Selo) của Hoàng gia Nga. Năm 1851, người ta lại hoàn thành tuyến đường sắt thứ hai trong lịch sử Nga, kết nối Sankt-Peterburg với Moskva. Trước đó, năm 1851 người ta dựng nên cây cầu vĩnh cửu đầu tiên bắc qua sông Neva, không phải sử dụng những chiếc cầu phao tạm như trước đó nữa. Năm 1853, đế quốc Ottoman - được sự giúp đỡ của quân Anh, Pháp - tuyên chiến với Nga. Chiến tranh Krym bùng nổ và kéo dài cho đến năm 1856.
Từ sau cuộc khởi nghĩa nông dân trong các năm 1773 - 1775, chế độ nông nô Nga suy sụp. Một phong trào nhân đạo đang phát triển, ở những năm sau này đã liên kết với phong trào bãi nô ở Hoa Kỳ trước cuộc nội chiến nước này, tấn công chế độ nông nô. Năm 1859, có 23 triệu nông nô (tổng dân số Nga khi đó là 67,1 triệu người), sống trong những điều kiện thường là tồi tệ hơn so với các nông dân Tây Âu tại các thái ấp thế kỷ XVI. Nga hoàng Aleksandr II lên ngôi giữa lúc cuộc chiến tranh Krym vẫn còn tiếp diễn, lợi thế nghiêng về đối phương. Sau khi Sevastopol thất thủ, một cận thần của Nga hoàng là Công tước Gorchakov đã tiến hành đàm phán hóa bình. Với việc ký kết Hiệp ước Paris, cuộc chiến tranh Krym chấm dứt, đế quốc Nga mất vùng lãnh thổ phía nam. Thất bại ê chề trong cuộc chiến tranh Krym đã làm cho đế quốc Nga bị choáng váng và nhục nhã. Những vụ hối lộ, trộm cắp và tham nhũng xảy ra ở mọi nơi. Trước tình cảnh đó, nhiều người Nga mong muốn cải cách. Nền kinh tế đất nước cần phải được chấn hưng và nền chính trị phải được giữ ổn định hơn trước. Với những ý định này, Nga hoàng Aleksandr II đã đề xướng những cải cách tiến bộ:

### Giải phóng nông nô năm 1861

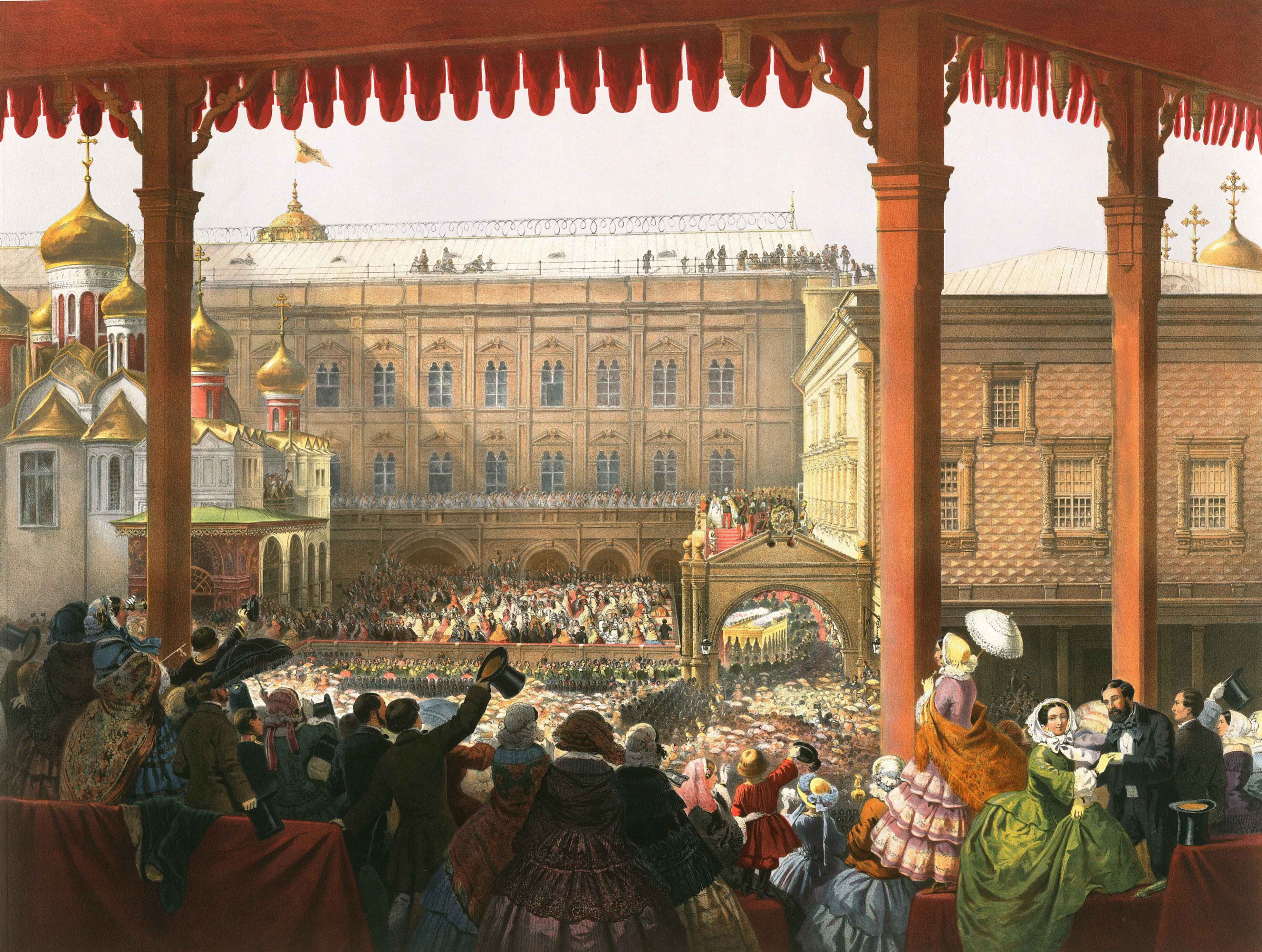
Nga hoàng Aleksandr II chào thần dân.

Khi Aleksandr II lên ngôi hoàng đế năm 1855, chưa có sự báo trước rằng ông sẽ là một nhà cải cách. Cuộc chiến vùng Krym khiến ông nhận ra rằng nước Nga không còn là một thế lực lớn về quân sự nữa. Những cố vấn của ông cho rằng nền kinh tế phụ thuộc vào nông nô của Nga sẽ không thể cạnh tranh với các nước công nghiệp hóa như Anh và Pháp. Giờ đây Aleksandr II bắt đầu nghĩ đến khả năng kết thúc của chế độ nông nô ở Nga. Tuy nhiên, ý định cải cách của ông đã gặp phải sự phản đối từ tầng lớp quý tộc, và Nga hoàng đã tuyên bố với một nhóm quý tộc thành phố Moskva vào ngày 30 tháng 3 năm 1856:
| “                        | Tốt hơn là hủy bỏ chế độ nông nô từ bên trên còn hơn là chờ cho đến khi nông nô tự giải phóng mình từ bên dưới. | ” |
| — Nga hoàng Aleksandr II | |   |

Dù là vị Hoàng đế nắm quyền hành chuyên chế trị vì đế quốc Nga, trong một vài năm ông có những hoạt động hơi giống một vị vua lập hiến của đế quốc rộng lớn này. Đại văn hào Fyodor Mikhailovich Dostoyevsky - vốn đã bị đày sang Xibia như đã nêu - được Nga hoàng mới khôi phục địa vị trong tầng lớp quý tộc cũng như trong quân đội Nga. Năm 1859, ông cũng cho phép Dostoyevsky được về Sankt-Peterburg sau 10 năm lưu đày mà sống trong quãng đời còn lại, nhưng không ban cho văn hào này một đặc ân hay đặc lợi gì đồng thời Dostoyevsky không thể thoát khỏi tầm theo dõi của lực lượng cảnh sát. Dù sao thì sự khoan hồng của Nga hoàng cũng là một trong những lý do khiến Fyodor Mikhailovich Dostoyevsky thay đổi quan điểm.
Triều đình Aleksandr II giải quyết số phận của giai cấp nông nô một cách táo bạo. Những địa chủ người Ba Lan ở các tỉnh thuộc Litva hy vọng rằng tình hình quan hệ giữa họ với các nông nô có thể được dung hòa và trở nên tốt đẹp hơn (thực chất, các địa chủ mong muốn tình hình quan hệ địa chủ - nông nô sẽ trở nên tốt đẹp hơn đối với chính họ), và kiến nghị với triều đình Nga hoàng về hy vọng này. Thế là ông cho phép hình thành những Ủy ban " cải thiện thân phận của những người nông dân", và đặt ra những quy định mà theo đó việc cải thiện được thực hiện.
Bước tiến này được tiếp nối bởi một bước tiến quan trọng hơn. Không tham vấn các cố vấn thông thường của mình, Aleksandr hạ lệnh cho Bộ trưởng Bộ Nội vụ gửi một thông tư cho các tỉnh trưởng của phần thuộc châu Âu của Nga, trong đó có chứa một bản sao của các chỉ thị đã được gửi đến quan Toàn quyền xứ Litva, tán dương lòng hào phóng vốn đã được đòi hỏi, cũng như những ý định mang tính yêu nước của các địa chủ xứ Litva, và cho rằng có lẽ các địa chủ ở những tỉnh khác đã bày tỏ một mong muốn tương tự. Trong thông thư này có một đoạn ghi bóng gió: "ở tất cả những tỉnh có nông nô tồn tại, những Ủy ban giải phóng được hình thành".
Nhưng công cuộc giải phóng không chỉ là một vấn đề nhân đạo có thể được giải quyết ngay lập tức bởi Sắc lệnh (ukase) của chế độ Nga hoàng. Cuộc giải phóng chứa đựng nhiều vấn đề rất phức tạp, ảnh hưởng sâu sắc đến kinh tế, xã hội, chính trị và tương lai của toàn thể dân tộc Nga.
Aleksandr II còn phải lựa chọn một trong hai phương sách mà người ta đã thỉnh cầu ông thực hiện: hoặc là để nông nô trở thành những người nông dân lệ thuộc về kinh tế và hành chính đối với các địa chủ, hoặc là họ sẽ trở thành một tầng lớp mới: đó là tầng lớp chủ sở hữu ở các công xã độc lập. Trước khi nhà vua ban bố "Sắc lệnh giải phóng nông nô", vào năm 1860 nhà văn nổi tiếng người Nga Ivan Sergeyevich Turgenev đã viết tác phẩm "Đêm Hôm Trước" (On the Eve), thể hiện sự mong muồn của nhân dân Nga đối với cải cách của chế độ Nga hoàng.
Cuối cùng thì Nga hoàng Aleksandr đã ủng hộ phương sách thứ hai. Cụ thể hơn, sáu năm sau khi Aleksandr II lên ngôi, ngày 3 tháng 3 năm 1861, luật giải phóng đã được ký kết và ban bố. Những người tham gia vào việc thực hiện bản tuyên ngôn giải phóng là Đại vương công Konstantin - em trai của Aleksandr II, Yakov Ivanovich Rostovtsev và Nikolay Alekseyevich Milyutin. Ngày 3 tháng 3 (19 tháng 2 (Lịch Julian) là ngày Aleksandr II được thần dân mến mộ nhất trong đời ông. Với "Sắc lệnh giải phóng nông nô", hoàng đế tuyên bố rằng chế độ nông nô sẽ bị bãi bỏ và toàn bộ nông dân sẽ có thể mua đất từ các địa chủ của họ. Theo "Harmsworth history of the world" thì khoảng 23 triệu người Nga nhận lấy quyền tự do. Tuy nhiên, theo một tài liệu của những tác giả Nga thì khoảng mười triệu người Nga đã thoát khỏi thân phận nông nô, được cấp một số ít đất đai. Những người nông dân Nga trở thành một trong những nhóm nông dân cuối cùng ở châu Âu được tự do. Đến giờ triều đình Nga mới giải phóng nông nô, sau khi chế độ nô lệ đã bị các chính phủ Tây Âu bãi bỏ. Cải cách giải phóng nông nô năm 1861 trở thành cuộc cải cách nổi bật nhất dưới triều Aleksandr II. Cuộc cải cách này được xem là "phong trào xã hội vĩ đại nhất kể từ cuộc Đại cách mạng Pháp" và tạo nên một bước tiến quan trọng cho phong trào giải phóng nhân dân lao động Nga. Nó được vua Aleksandr II thực hiện một năm trước khi Tổng thống Mỹ Abraham Lincoln tuyên bố giải phóng những người nô lệ (1862).

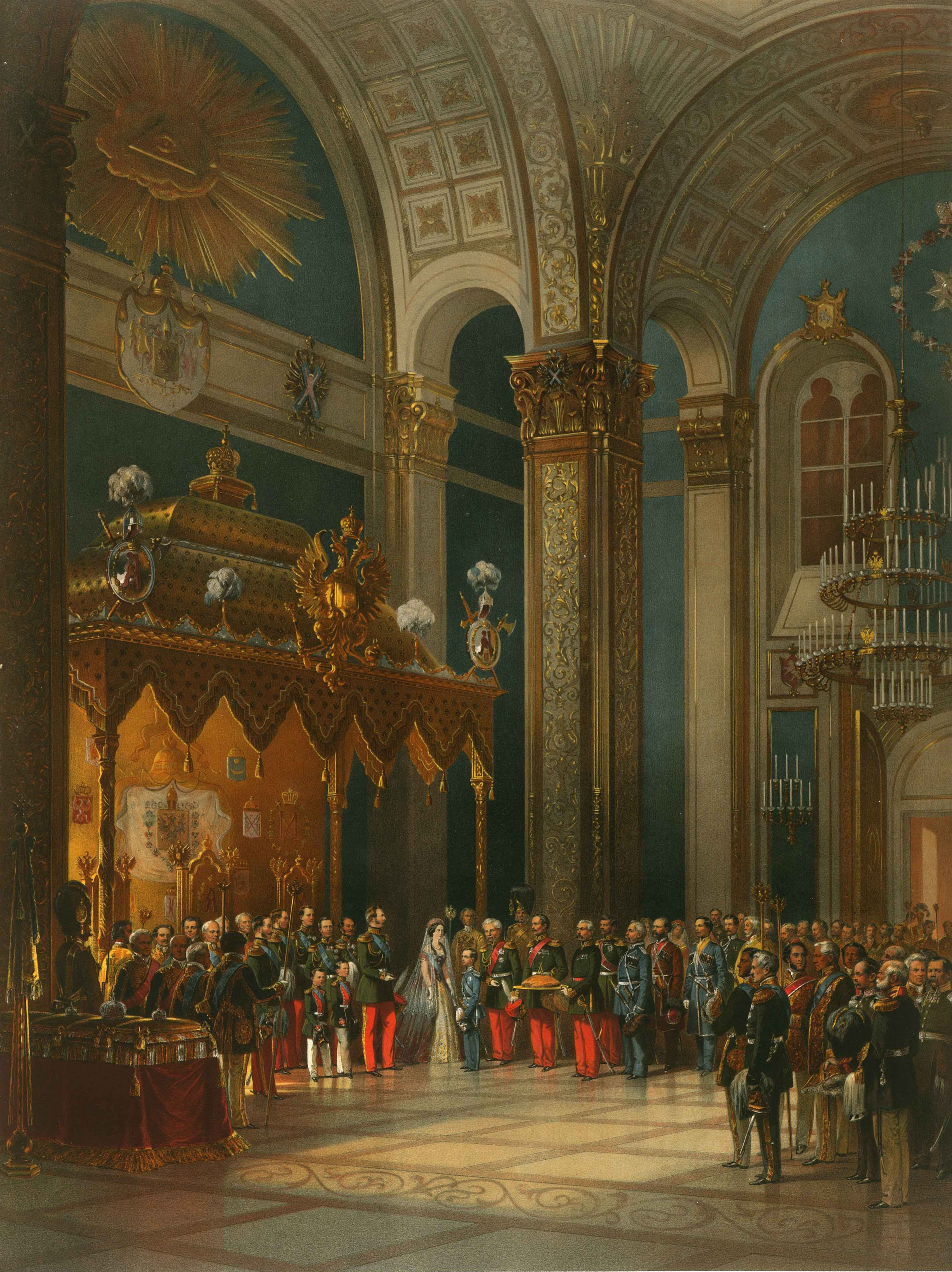
Những người Cossack bái tạ Aleksandr II, trong lễ đăng quang năm 1856.

Bên cạnh đó, cuộc cải cách - bị xem là nửa vời bịp bợm - vẫn còn hạn chế: những người tá điền canh tác những mảnh đất nào còn bị ép buộc phải trả lệ phí cho những mảnh đất đó. Vì thế, những cải cách của ông đã làm cho người nông dân thất vọng. Ở một số vùng, người nông dân nhận lấy đất đai trong gần 20 năm. Nhiều người bị bắt phải trả lệ phí cao trong khi đất đai của họ thì cằn cỗi và một số người khác thì được giao cho một số lượng đất không thỏa đáng với mong ước của họ. Nhìn chung, cuộc cải cách của ông cũng không đáp ứng được nhu cầu của những người có tư tưởng tiến bộ, vì họ muốn thành lập một nền dân chủ nghị viện và tự do tư tưởng giống như ở Hoa Kỳ và phần lớn các quốc gia châu Âu khác. Sau cuộc cải cách năm 1861, nước Nga chưa thoát khỏi sự phân chia giai cấp, ngoài ra chế độ nông nô xưa vẫn còn tồn tại những vết tích của nó. Tuy nhiên, dù sao thì cuộc cải cách cũng giúp cho chế độ tư bản thế chỗ cho chế độ nông nô xưa, sự phân chia giai cấp Nga cũng không phải là không có chuyển đổi. Vladimir Ilyich Lenin, trong Báo sự thật, có nhận định về cuộc cải cách này:
...Và khi chế độ nông nô đã bị xoá bỏ, vào cuối thế kỷ XVIII - đầu thế kỷ XIXI - ở nước Nga, muộn hơn các nơi khác, vào năm 1861 - thì nhà nước tư bản thay thế cho nhà nước phong kiến; nó tuyên bố mọi người đều được tự do, nó nói rằng nó là biểu hiện ý chí của tất cả mọi người, nó không nhận nó là một nhà nước giai cấp; thế là giữa những người xã hội Chủ nghĩa đấu tranh cho tự do của toàn thể nhân dân và nhà nước tư bản diễn ra một cuộc đấu tranh, nó vừa đưa đến việc thành lập nước Cộng hoà xã hội Chủ nghĩa xô-viết và đang lan tràn khắp thế giới.

### Những cải cách khác và sự phát triển của tư bản Chủ nghĩa

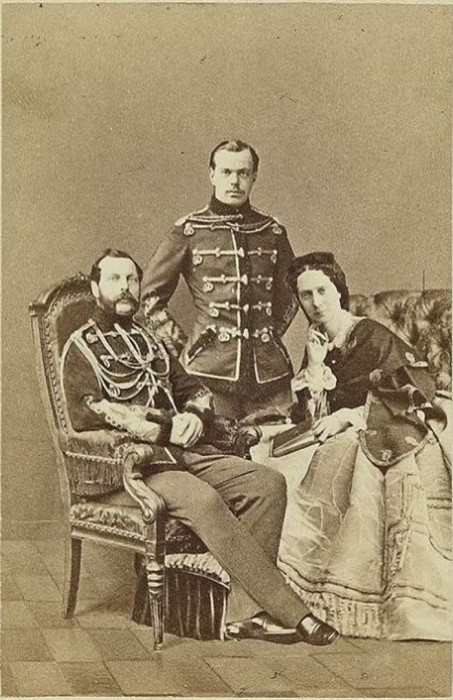
Nga hoàng Aleksandr II và vợ ông, Hoàng hậu Maria, cùng với con trai là Nga hoàng Aleksandr III tương lai.

Ít lâu sau cuộc đàm phán hòa bình nhằm chấm dứt chiến tranh Krym, những thay đổi quan trọng được thực hiện trong luật pháp về công thương nghiệp, và sự tự do mới này đã dẫn đến sự thành lập rất nhiều công ty trách nhiệm hữu hạn, phát triển hệ thống ngân hàng và gia tăng xuất khẩu ngũ cốc. Dưới triều vua Aleksandr II, nền kinh tế Nga đạt được không ít thành quả. Người ta còn dự định xây dựng một mạng lưới đường sắt to lớn, nhằm mục đích khai thách nguồn tài nguyên thiên nhiên của đất nước, và cũng nhằm mục đích gia tăng sức mạnh của nó trong việc phòng thủ và tấn công. Sách Về trí thức Nga - Tập tiểu luận về tầng lớp trí thức Nga ghi nhận:
Nền kinh tế Nga đạt nhiều thành tựu: chiều dài đường sắt tăng từ 965 km lên 22.525 km, quá trình xây dựng đường sắt đã kích thích rất nhiều sự phát triển kinh tế theo chiều hướng tư bản.
Trong bốn mươi năm đầu trong công cuộc xây dựng Chủ nghĩa tư bản nước Nga (1861 – 1917), hệ thống sản xuất đại công nghiệp được thiết lập. Trong thời gian này, các ngành cọng nghiệp nặng có 30% tỷ trọng, trong khi Nga có sản lượng nhiều hơn trước đến bảy lần. Về những ngành khai thác nguyên liệu khoáng, đúc gang, sản xuất thép và chế tạo máy (mà quan trọng hơn cả là ngành chế tạo các phương tiện vận tải), Nga gần nhu không thua Pháp. Người Nga cũng thiết lập hệ thống cho vay và mượn tiền ở ngân hàng. Có hệ thống này thì dĩ nhiên là phải thành lập ngân hàng. Nga có đến 39 ngân hàng vào năm 1876, đến năm năm 1900 thì tăng lên 43 ngân hàng.
Ngoài những cải cách nói trên, Nga hoàng Aleksandr II còn thực hiện những cải cách về quân đội và pháp luật. Trong khi các nước khác ở châu Âu đang thực hiện những cuộc cải cách về quân sự, Nga nhận lấy chiến bại nặng nề trong Chiến tranh Krym không lâu trước đó. Trước tình cảnh này, triều đình Aleksandr II thực hiện việc chỉnh đốn và tái vũ trang Quân đội và Hải quân. Những thay đổi bao gồm chế độ cưỡng bách tòng quân toàn thể mọi người, được bắt đầu vào ngày 1 tháng 1 năm 1874. Theo đó, con trai của những người giàu, nghèo, thuộc các "đẳng cấp" khác nhau đều phải phục vụ trong quân đội. Những cải cách khác là thành lập một đạo quân dự bị và cơ cấu quản hạt có trách nhiệm trông coi việc quân sự (không bị xóa bỏ trong thế kỷ sau đó) hay việc xây dựng những con đường sắt chiến lược. Ngoài ra, việc giáo dục về quân sự đối với các quân đoàn của sĩ quan cũng được chính quyền nhấn mạnh, các trường học quân sự được cải tiến. Nhục hình trong quân sự và một hình phạt khác là làm ô danh các binh sĩ cũng bị bãi bỏ. Cải cách về quân sự năm 1874 được xem là cải cách quan trọng cuối cùng của Aleksandr II.
Năm 1864, triều đình ban bố đạo luật cải tổ luật pháp. Với đạo luật này, hệ thống tư pháp Nga về nhiều mặt quan trọng có thể so sánh được với hệ thống tư pháp các nước phương Tây. Cũng theo đạo luật này, các hội đồng địa phương được thiết lập thông qua việc bầu cử (zemstva). Về những vấn đề giáo dục, y tế, các ngành nghề thủ công, nông nghiệp,... các hội đồng này được quyết tự quyết. Tuy nhiên, quyền bầu cử thành viên lại hạn chế về tay những người giàu có. Ngoài ra, triều đình cũng xóa bỏ những hình phạt có thể gọi là "mọi rợ", cũng như những quy định quản lý xã hội mang tính chuyên chế. Việc thiết lập nhiều trường đại học ở Nga đã đạt thành tựu lớn: đến năm 1897, có đến hơn một trăm nghìn người Nga có trình độ đại học.
Năm 1870, triều đình cũng thực hiện cải cách nữa về chính quyền thành phố. Nhờ có cải cách này, chính quyền thành phố Sankt-Peterburg nhận được quyền tự trị ở mức độ cao nhất. Dù Aleksandr II là vị hoàng đế có tư tưởng tự do, dưới triều ông người Do Thái không được phép thuê nô lệ người Ki-tô giáo, không có đất mà làm chủ và hạn chế đi lữ hành.

### Ban thưởng những người trung thành và khuyến khích Chủ nghĩa dân tộc Phần Lan phát triển ở Nga

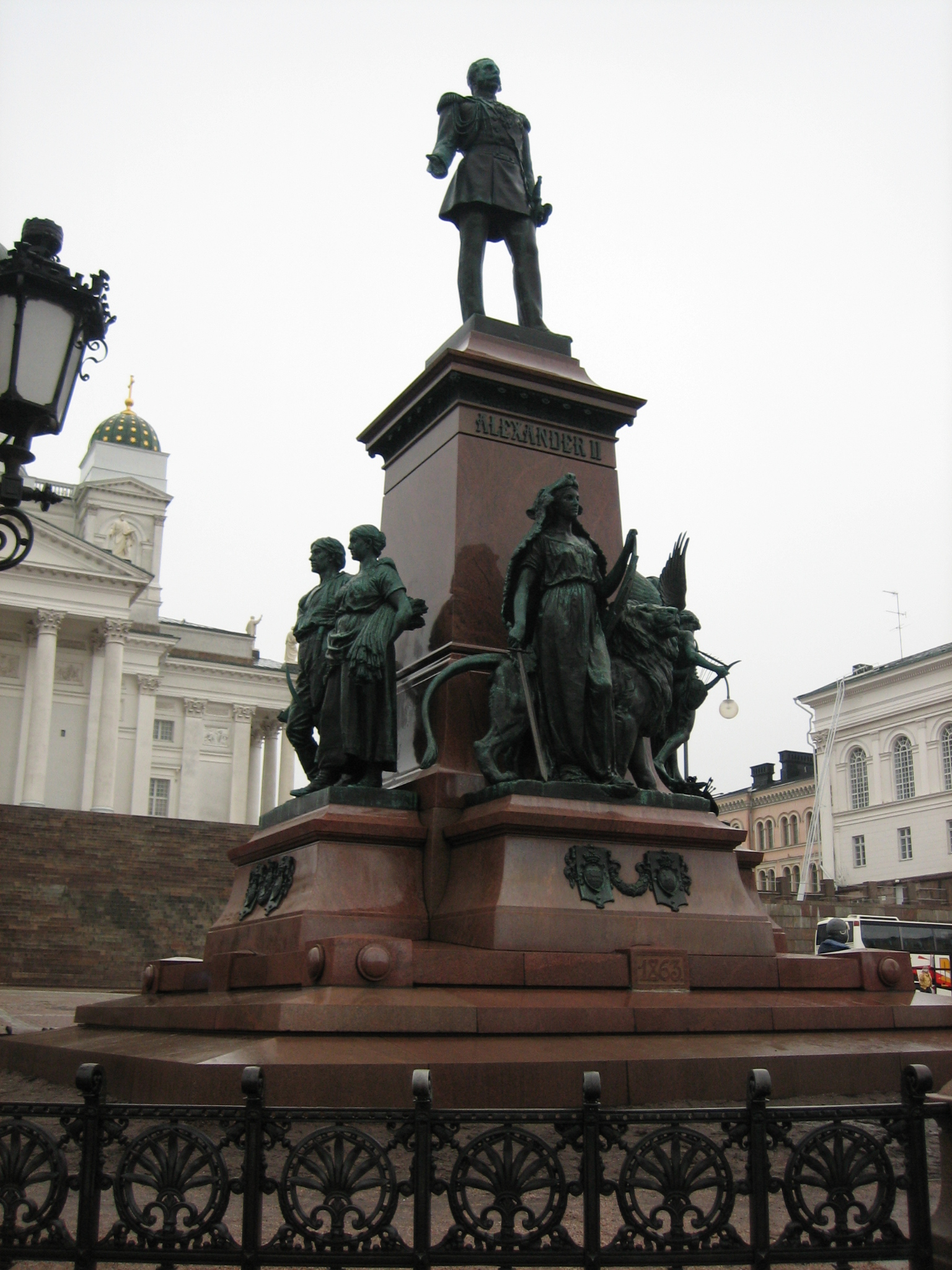
Đài tưởng niệm Aleksandr II (Romanov) ở Helsinki, Phần Lan.

Năm 1863 Nga hoàng Aleksandr II tái lập Nghị viện Phần Lan và thực hiện một số cải cách nhằm gia tăng quyền tự trị của xứ Phần Lan trong đế quốc Nga. Ông cho thành lập đơn vị tiền tệ riêng của Phần Lan - Markka. Sự tự do thương mại đã khiến cho nước ngoài tăng cường đầu tư vào Phần Lan và công nghiệp được mở rộng.
Cuối cùng, tiếng Phần Lan được nâng lên từ một ngôn ngữ của dân chúng thành một ngôn ngữ quốc gia ngang hàng với tiếng Thuỵ Điển. Cải cách này đã tạo sự cân xứng không nhỏ trong xã hội. Đến nay, người Phần Lan vẫn xem Aleksandr II như một Nga hoàng có lòng nhân ái.
Những cải cách này có thể được xem như kết quả của một ý nghĩ chính xác rằng cải cách dễ được thực hiện ở một vùng đất thưa dân, thuần nhất hơn là ở nước Nga rộng lớn. Chúng cũng có thể được xem như sự ban thưởng cho lòng trung thành của những thần dân Đông Tây của triều đình Nga trong cuộc chiến tranh Krym và cuộc khởi nghĩa của nhân dân Ba Lan. Việc khuyến khích sự phát triển của ngôn ngữ và Chủ nghĩa dân tộc Phần Lan cũng có thể được xem như là một cố gắng để làm giảm bớt những phụ thuộc vào vương quốc Thụy Điển.
Mười ba năm sau khi ông bị ám sát, đài tưởng niệm Nga hoàng Aleksandr "Nhà giải phóng" tại Quảng trường Thượng Nghị viện được xây dựng ở Helsinki năm 1894. Khi đó, Phần Lan vẫn là một công quốc thuộc đế quốc Nga. Dưới tượng đài có ghi niên đại "1863" - tức năm tái lập Nghị viện Phần Lan. Đài tưởng niệm này, nêu rõ lòng biết ơn của nhân dân Phần Lan đối với Nga hoàng Aleksandr II, vẫn tồn tại nguyên vẹn qua nhiều thời kỳ căng thẳng và chiến tranh với Nga dưới nhiều chính thể của quốc gia rộng lớn này về sau.
Dù không triệt để, những cải cách nêu trên của Nga hoàng Aleksandr II - còn gọi là cuộc "đại cải cách" - thường được xem là những sự kiện quan trọng nhất trong lịch sử nước Nga thời cận đại, kể từ thời vua Pyotr Đại đế cho đến khi những phong trào cách mạng Nga năm 1905 và 1907 bùng nổ.

## Những hoạt động đối ngoại
Vấn đề Đông phương là vấn đề đầu tiên mà chính sách đối ngoại của Nga hoàng Aleksandr II hướng tới. Chiến bại của quân Nga tại vùng Krym đã làm vị thế quốc tế của Nga bị suy giảm và làm Nga mất đi thế mạnh của họ trên vùng Balkan. Sự trung lập hóa Biển Đen đã khiến cho vùng biển tại biên giới phía nam của nước Nga không được phòng vệ, thế là sự phát triển của miền Nam Nga và phá vỡ sự mở rộng của việc ngoại thương.

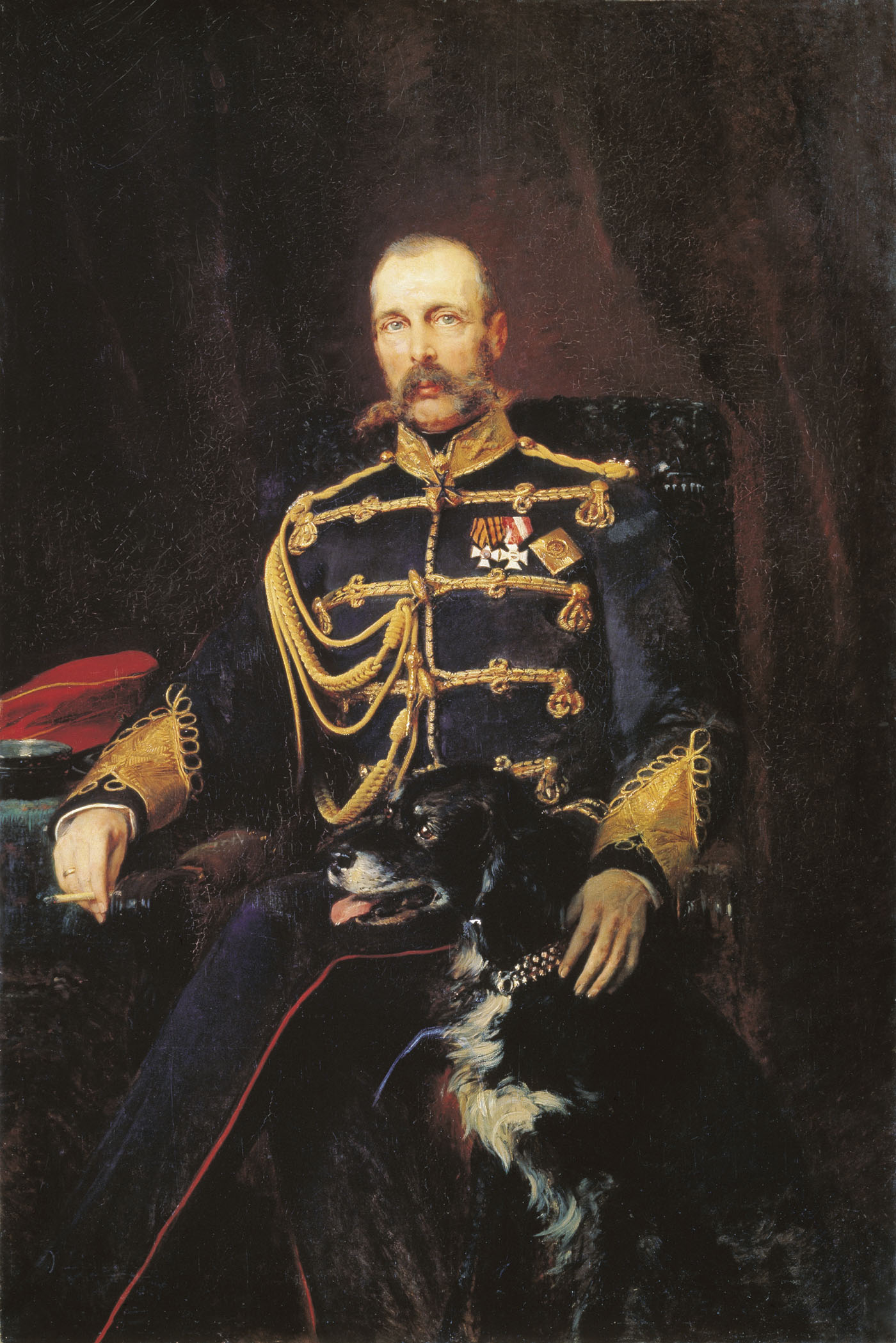
Nga hoàng Aleksandr II qua nét vẽ của Konstantin Makovsky (1881).

Dưới triều vua Aleksandr II, các nhà ngoại giao Nga mong muốn xóa bỏ các điều khoản của Hiệp ước Paris. Để thực hiện được ý đồ này, Nga cần phải có một đồng minh đáng tin cậy. Thời bấy giờ, Anh là đối thủ nguy hiểm nhất của Nga, tranh giành thuộc địa với Nga tại vùng Transcaucasia và Trung Á. Đế quốc Áo-Hung thì cố gắng lập lại trật tự tại vùng Balkan. Đế quốc Ottoman thì thực hiện chính sách thân Anh, còn Phổ là một nước yếu. Như vậy Nga cần phải nối lại tình hữu nghị với đế chế Pháp - nước cạnh tranh với đế quốc Anh tại Địa Trung Hải. Để nâng cao vị thế của Nga ở phía Đông, chính quyền Nga hoàng giúp đỡ cuộc khởi nghĩa của tín đồ Ki-tô giáo chống Sultan Ottoman.
tháng 3 năm 1859, Hiệp ước Pháp-Nga được ký kết. Theo đó, Nga hoàng giữ vai trò trung lập trong cuộc chiến của Pháp và Sardinia chống quân Áo-Hung. Tuy nhiên, tin chắc rằng Pháp không ủng hộ Nga trong những vấn đề Nga quan tâm ở phía Đông, Nga hoàng đã cố gắng lập lại tình hữu nghị với Vương quốc Phổ.
Trong một chuyến thăm viếng Liên bang Nga của Tổng thống Hoa Kỳ Barack Obama, Tổng thống Nga lúc đó là Dmitry Anatolyevich Medvedev đã gởi tặng Obama một bộ sưu tập văn kiện lịch sử. Bộ sưu tập bao gồm 10 bản sao thư của Nga hoàng Aleksandr II gửi Abraham Lincoln - vị tổng thống thứ 16 trong lịch sử Hoa Kỳ - được viết bằng tiếng Anh và tiếng Pháp. Dưới những lá thư đó có dòng ký của Aleksandr II: Người bạn tốt của ngài. Ngoài ra, bộ sưu tập còn chứa một bản sao của bài diễn văn gửi Nga hoàng Aleksandr II của nhân dân các bang miền Bắc Hoa Kỳ nhằm cảm ơn sự cảm thông và giúp đỡ họ của nước Nga trong cuộc nội chiến Hoa Kỳ.
Năm 1874, nhận lời mời của nữ hoàng Anh là Victoria, Nga hoàng Aleksandr II đã thực hiện chuyến viếng thăm đến Vương quốc Anh.

### Bán Alaska cho Hoa Kỳ
Năm 1867, đế quốc Nga đã bán các đảo Aleutian và vùng đất Alaska có diện tích 1.600.000 km² cho Hợp chúng quốc Hoa Kỳ. Trước khi việc bán đất được thực hiện, Alaska và Xibia là "một" vùng nằm trong đế quốc Nga. Lúc bấy giờ, triều đình Aleksandr II còn đang đối địch với Hoàng gia Anh. Do lo ngại rằng nước Nga sẽ không giữ vững được Alaska, ông truyền lệnh cho đại sứ Nga tại Hoa Kỳ là Eduard de Stoeckl thương thuyết với ngoại trưởng Hoa Kỳ là William Seward, nhằm mục đích bán Alaska cho Hoa Kỳ, tránh trường hợp vùng đất địa đầu này bị đế quốc Anh chiếm đóng. Đêm 30 tháng 3 năm 1867, hai bên thực hiện thương thuyết, đến 9 giờ sáng, phía Nga chấp nhận bán Alaska với giá 7,2 triệu đôla Mỹ, tương đương với khoảng 1,67 tỉ đôla Mỹ ngày nay.
Thương vụ Alaska đã không được dư luận, đặc biệt là báo chí Mỹ thời đó vui mừng, họ xem đây là "trò điên của ngoại trưởng Seward", "vườn gấu bắc cực của tổng thống Andrew Johnson". Dù vậy, ngoại trưởng Mỹ Seward cho rằng thương vụ này là cả một tính toán về chiến lược. Vùng Alaska nằm gần sát với Canada, một phần thuộc đế quốc Anh. Mục đích của việc bán Alaska là Mỹ sẽ cùng liên minh với Nga đương đầu với Anh. Trước đây, Nga là nước ủng hộ phe liên quân trong cuộc nội chiến Hoa Kỳ, trong khi Anh thì ngược lại. Ngày 18 tháng 10 năm 1867, hai bên thực hiện lễ chuyển giao vùng đất Alaska. Tuy nhiên, cho tới năm 1917 (50 năm sau thương vụ Alaska) và tới ngày nay, người Nga đã hối hận về thương vụ Alaska.

### Những cuộc bành trướng tại Trung Á

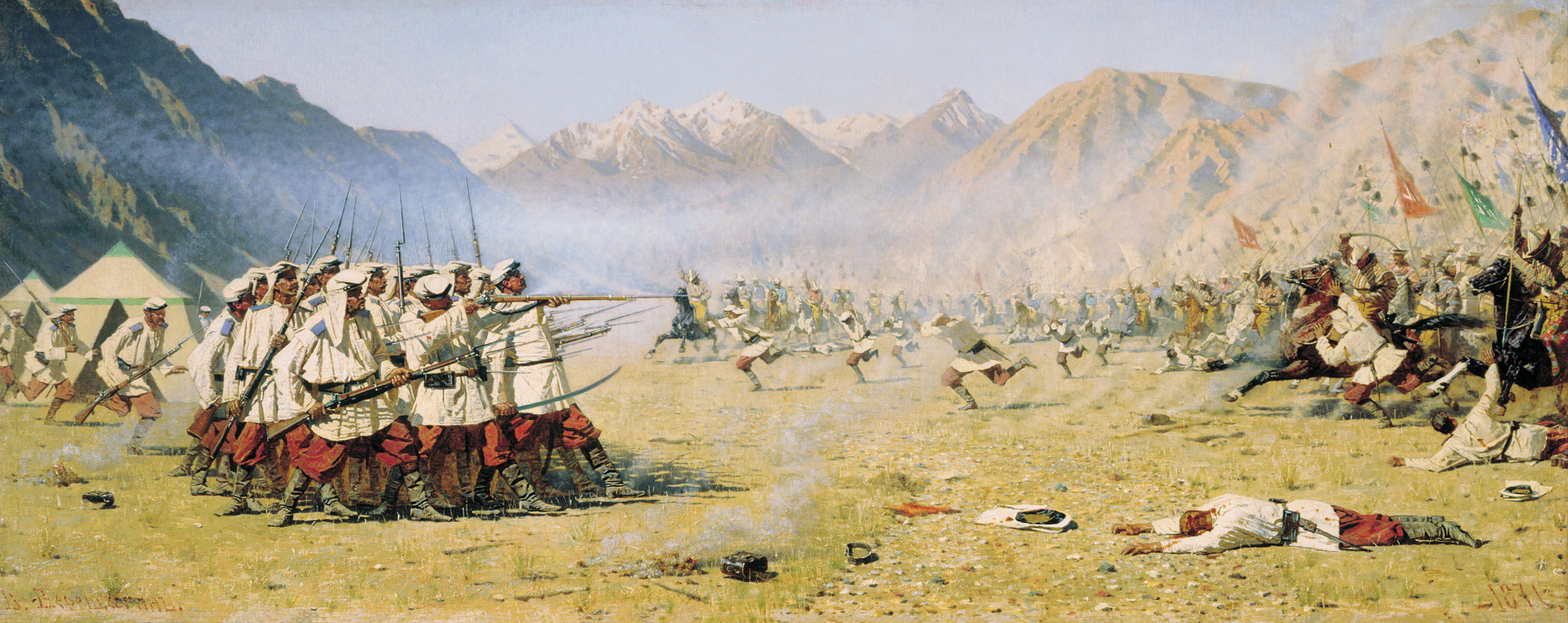
Chiến bại của quân Nga trước du mục Khiva.

Quan hệ thương mại với Trung Á - một yếu tố rất quan trọng đối với nền kinh tế nước Nga - trở nên rắc rối vì những bất đồng trong nội bộ vùng này. Triều đình Nga hoàng tỏ ra lo ngại trước những cố gắng về ngoại giao của Anh nhằm chiếm lấy các Hãn quốc Kokand và Khiva thông qua vua Afghanistan. Cùng với vua cha Nikolai I và vua con Aleksandr III, Aleksandr II tiếp tục mở mang lãnh thổ của đế quốc Nga rộng lớn.
Năm 1864, quân đội Nga bắt đầu tiến đánh các Hãn quốc vùng Trung Á. Mùa xuân năm 1866, họ gặt hái thành công trong những chiến dịch đánh đánh Bukhara. Tháng 3 năm 1868 vua xứ Bukhara tuyên bố một cuộc "thánh chiến" chống Nga hoàng, nhưng bị đánh bại. Tháng 6 năm đó vua xứ Bukhara phải ký một hòa ước bất bình đẳng với chính phủ Nga hoàng.
Nga đã thôn tính được Bukhara, vùng Trung Á còn một Hãn quốc lớn nữa là Khiva. Tuy nhiên, trước khi xâm lược xứ này, chính phủ Nga hoàng quyết định dùng những biện pháp làm giảm sự căng thẳng trong quan hệ với Vương quốc Anh. Năm 1873, sau một thời gian thỏa thuận, hai nước Anh và Nga công nhận Afghanistan là một vùng trung lập, ngoài ra Nga được phép xâm chiếm xứ Khiva. Tháng 2 năm 1873 quân đội Nga mở màn chiến dịch đánh Hãn quốc Khiva. Tháng 5 năm 1873 vua Khiva đầu hàng, sang tháng 8 năm đó vua Khiva phải ký một hiệp ước với đế quốc Nga: xứ Khiva trở thành một chư hầu của Nga hoàng.
Sau khi dập tắt một cuộc khởi nghĩa tại Kokand (1875-1876), ngày 19 tháng 2 năm 1876 Nga hoàng tuyên bố vùng Kokand trở thành một phần của xứ Turkistan thuộc Nga. Tuy nhiên, các Hãn quốc Bukhara và Khiva đã giữ được nền độc lập trên danh nghĩa. Trong các năm 1878 - 1879 Vương quốc Afghanistan cũng bị thực dân Anh xâm chiếm và bảo hộ. 
Ngoài ra, đầu thập niên 1870, quân đội Nga hoàng bắt đầu tiến đánh các bộ lạc Turkmen. Triều đình Nga thực hiện chính sách chấp thuận những truyền thống bản địa của dân thuộc địa Trung Á. Người Nga cũng xây dựng luật pháp tại Trung Á. Xung đột nội bộ vùng Trung Á kết thúc. Người Nga và người các nước láng giềng được tự do di cư đến Trung Á.
Thời bấy giờ người Nga cũng tiến đánh vùng Kavkaz và chiếm được nhiều vùng đất. Trong thập niên 1860 Nga hoàng Aleksandr II đã hoàn thành cuộc chinh phạt vùng Kavkaz. tháng 4 năm 1873, hai nước Nga và Đức ký kết hiệp ước quân sự và phòng thủ. Cùng năm đế quốc Áo-Hung và Đức ký kết với Nga một hiệp ước chính trị: "Liên minh ba hoàng đế" được thành lập.
Nhìn chung, dưới triều vua Aleksandr II, nước Nga được mở rộng tới Trung Á - một khu vực có nhiều khoáng sản, chinh phục các quốc gia Turkestan, Bokhara và Khiva trong thập niên 1870, cũng như Vùng liên Caspi.

### Chiến tranh chống Ottoman

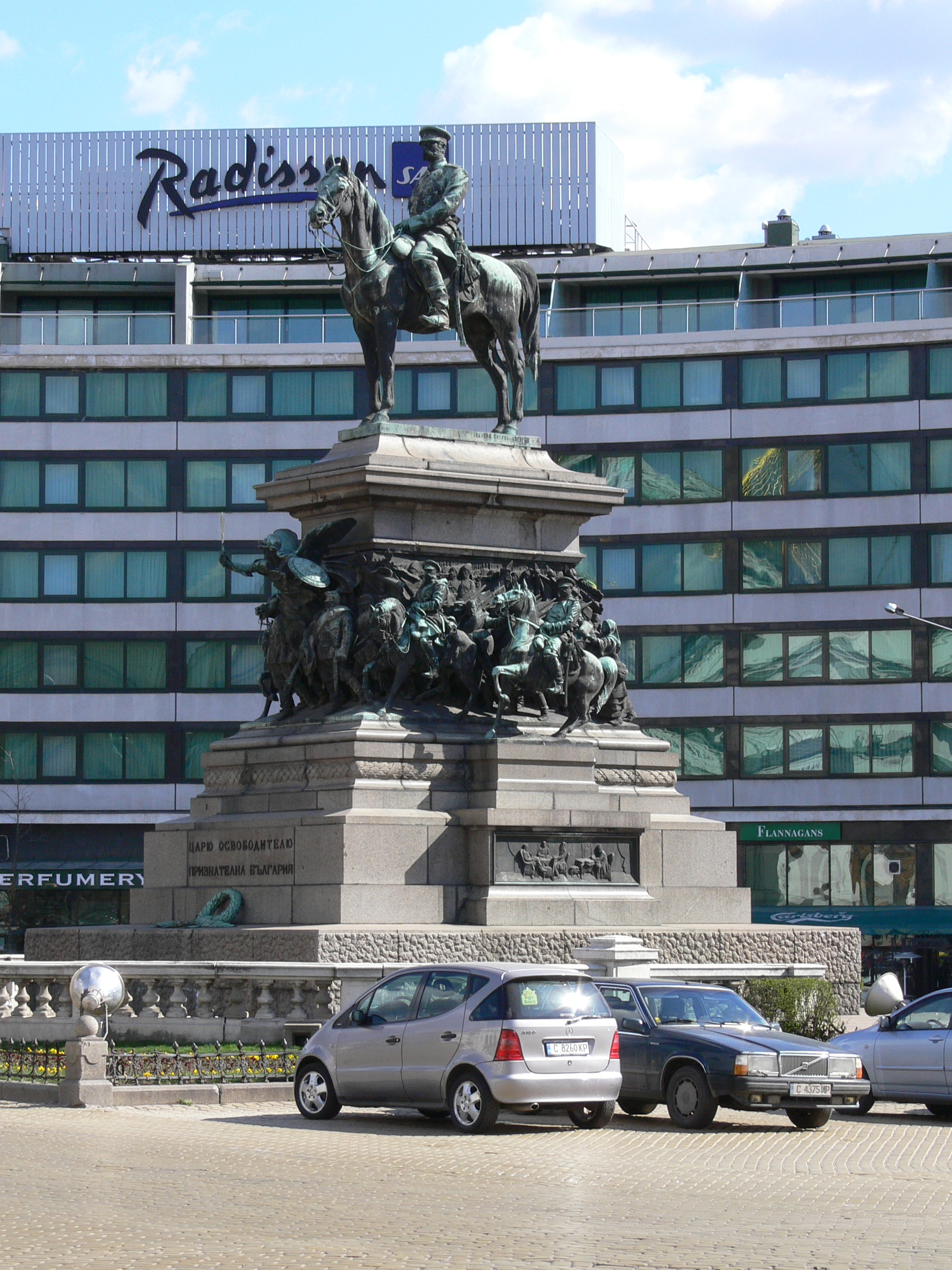
Đài tưởng niệm vị Nga hoàng giải phóng ở Sofia, tưởng nhớ vai trò quyết định của Aleksandr II đối với cuộc giải phóng Bulgaria khỏi ách thống trị của Thổ (Chiến tranh Nga-Thổ Nhĩ Kỳ (1877–1878)).

Năm 1855, Nga hoàng Aleksandr II lên nối ngôi. Theo sau lễ gia miện của ông là một câu hỏi: "Phải làm gì với đế quốc Thổ Nhĩ Kỳ?" - mà người ta thường gọi là "vấn đề Đông phương". Kể từ khi quân đội Ottoman chiếm kinh đô Constantinopolis của đế quốc Đông La Mã, người Nga luôn khao khát chiếm lại Constantinopolis và đặt lại Thánh giá lên Giáo đường Hagia Sophia. Với khát vọng này, trước đây quân Nga đã không ít lần giao chiến với quân Ottoman. Vấn đề này đã chi phối chính sách đối ngoại của Aleksandr II, cuối cùng dẫn tới chiến tranh.
Trước chiến tranh, Serbia đã được tự trị năm 1833, còn Bulgaria vẫn là xứ thuộc đế quốc Ottoman. Năm 1875, khủng hoảng chính trị xảy ra ở Balkan. Do chính quyền Ottoman đánh sưu cao thuế nặng lên người dân Bosnia và Herzegovina, họ phải nổi dậy đấu tranh. Người Serbia thấy Bosnia Herzegovina làm loạn cũng giúp những người Bulgaria - vốn đã bị trấn áp nặng nề tại đế quốc Ottoman - vùng dậy khởi nghĩa. Chính quyền Ottoman mong muốn dập tắt nhanh chóng các cuộc khởi nghĩa này để lấy trường hợp Bulgaria ra làm bài học cho những người khác và trấn áp khởi nghĩa Bulgaria một cách tàn nhẫn. Trong triều đình Aleksandr II, dù Bộ trưởng Ngoại giao Aleksandr Gorchakov là người phản đối Chủ nghĩa Đại Sla-vơ, nhiều triều thần theo Chủ nghĩa này. Kể từ cuối thập niên 1860, Nga hoàng Aleksandr II ít quan tâm đến Hoàng gia và xã hội Sankt-Peterburg vì vướng vào mối tình khó giấu giếm với Yekaterina Dolgorukov, hơn nữa, sự mặc cảm tội lỗi của ông đã khiến ông dễ bị tổn thương trước áp lực của các nhà dân tộc Chủ nghĩa Đại Sla-vơ - những người đã nhờ bà Hoàng hậu đau yếu bào chữa cho họ khi Serbia tuyên chiến với đế quốc Ottoman vào năm 1876. Được Nga xúi dục, Serbia và Montenegro tuyên chiến với đế quốc Ottoman. Tuy nhiên Nga không thể trực tiếp tuyên chiến với Thổ Ottoman vì trong "Liên minh ba hoàng đế", Áo-Hung không muốn Nga can thiệp quá mạnh mẽ vào vùng Balkan vì họ có tham vọng đối với vùng đất đó. Aleksandr II bèn đề nghị hoàng đế Áo-Hung giữ thái độ trung lập nếu Nga can thiệp vào khủng hoảng chính trị vùng Balkan. Không nhận được sự hồi đáp, Aleksandr đã gửi tiền, quân nhu, và cả "những cựu tướng lĩnh và sĩ quan" đến giúp phong trào khởi nghĩa vùng Balkan. Áo-Hung và đặc biệt và Anh không muốn Nga bảo hộ Thổ Nhĩ Kỳ - đồng minh của họ trong chiến tranh Krym ngày trước. Họ đã triệu tập một Hội nghị Constantinopolis nhưng không thành công. Trong lúc này, chiến tranh vẫn tiếp diễn, phong trào khởi nghĩa đến hồi thất thế. Cuối năm 1876 quân Thổ Ottoman đã áp đảo quân khởi nghĩa. Thổ Nhĩ Kỳ có 400.000 quân trong khi lực lượng khởi nghĩa của Bulgaria, Serbia, và Montenegro chỉ có 105.000 quân.

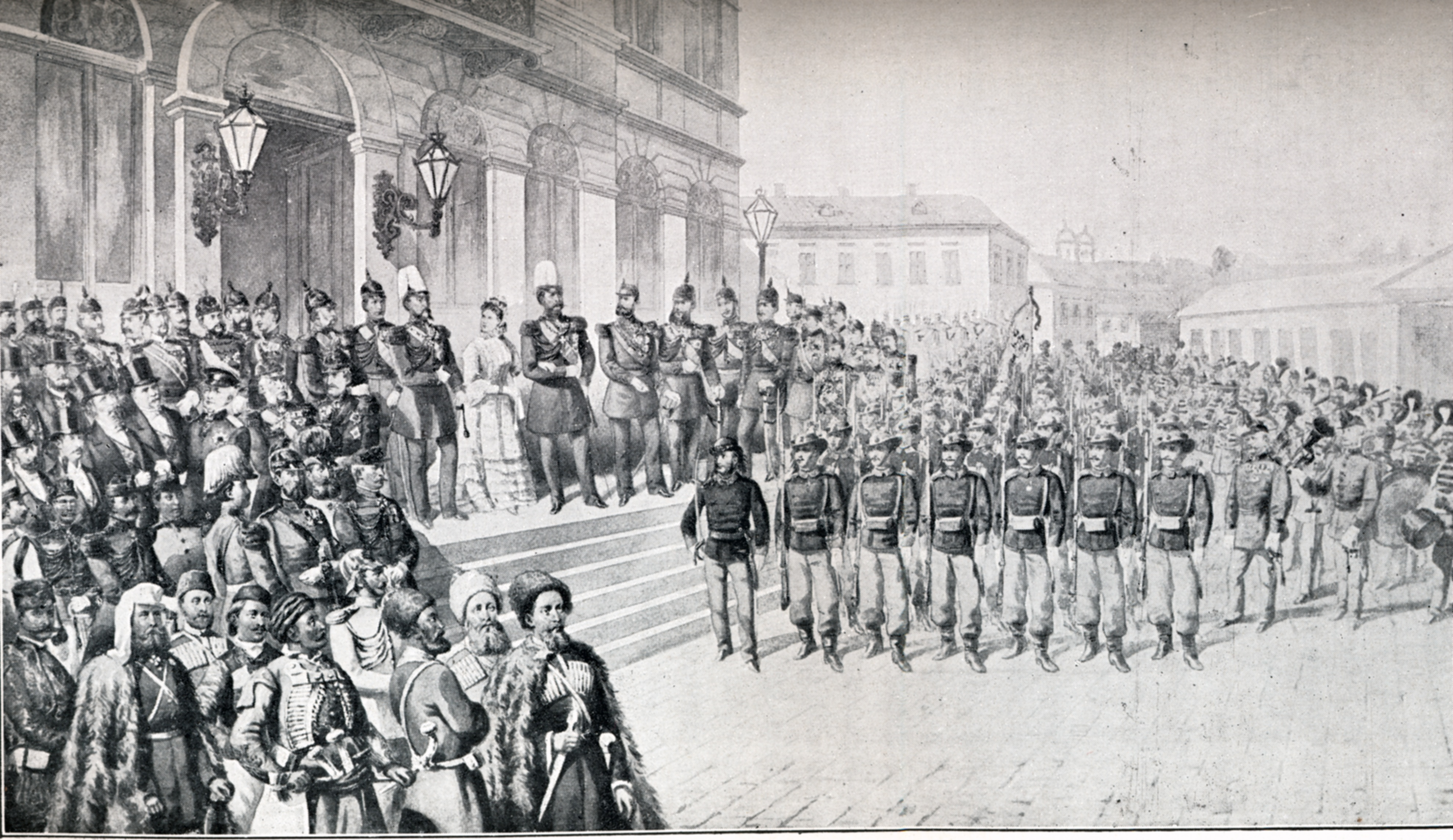
Nga hoàng Aleksandr II được chào mừng tại Bucharest, kinh đô xứ Romania.

Cuối năm 1876, người Nga đau xót trước cảnh chính quyền Ottoman trấn áp những người anh em Sla-vơ của họ. Dù nhiều người mong muốn vua Aleksandr II can thiệp vào tình hình Balkan, nhưng ông không muốn tuyên chiến. Ông lo sợ rằng đế quốc Áo-Hung sẽ phản ứng, dẫn đến cuộc chiến với thế lực này. Một hội nghị khác được triệu tập nhưng cũng không thành công. Dù sao thì Hội nghị Luân Đôn đã nghiêm khắc cảnh cáo thái độ bất công của Sultan Ottoman đối với tín đồ Ki-tô giáo. Khi người Thổ phớt lờ cảnh cáo này, đế quốc Áo-Hung cho phép Nga đánh Ottoman. Hoàng đế Áo-Hung sẽ giữ vai trò trung lập trong cuộc chiến sắp tới - mãi cho đến khi họ chiếm được Bosnia và Herzegovina. Những người Serbia, Hy Lạp và Montenegro sẽ giành lại toàn bộ lãnh thổ, Bulgaria và Romania sẽ độc lập, còn Constantinopolis sẽ trở thành một thành phố tự do. Sau những quyết định này, năm 1877, dù tự nhận là một người yêu hòa bình và không sẵn lòng tham chiến, trước áp lực của các nhà dân tộc Chủ nghĩa Đại Sla-vơ Nga hoàng tuyên bố ông là người bảo vệ của giáo dân Chính Thống giáo Đông phương sống trong đế quốc Ottoman, rồi tuyên chiến với đế quốc này vào ngày 12 tháng 4. Đây là cuộc chiến tranh cuối cùng trong một loạt cuộc chiến tranh Nga-Thổ trong lịch sử. Ngày 10 tháng 5 năm 1877, một xứ thuộc địa của Thổ là Công quốc Romania tuyên bố độc lập. Nga hoàng Aleksandr II phái 1.200.000 quân đến đánh quân Ottoman tại vùng Kavkaz. Tuy nhiên, sự thối nát hết thuốc chữ của quân đội Nga đã khiến cho họ nhận lấy tổn thất nặng nề và cuộc chiến trở nên đẫm máu. Dù Aleksandr II đã cải cách quân đội Nga theo kiểu Phổ, những cải cách này đã không khiến quân đội khắc phục tình trạng vô học của các binh sĩ. Tuy nhiên, khả năng chịu đau và chịu khó của người Nga, cũng như niềm khao khát cháy bỏng muốn nhìn thấy cảnh Constantinopolis bị tái chiếm, đã khiến họ chậm rãi tiến về phía trước. Vào tháng 2 năm 1878, cuối cùng quân Nga cũng đánh đuổi quân Thổ và kinh thành Constantinopolis hiện ra trước mắt họ, dù họ tổn thất nặng nề. Ước mơ của biết bao người Nga đã trở thành hiện thực, Constantinopolis nhất định sẽ thất thủ.
Nguy cơ thất thủ của Constantinopolis đã khiến cho đế quốc thực dân Anh. Họ không hề muốn Constantinopolis trở thành một "thành phố tự do" tiếp thu nhiều ảnh hưởng từ Nga. Chiến thắng của Nga có thể đe dọa đến Kênh đào Suez mà Anh mới chiếm được và con đường buôn bán của họ tới Ấn Độ. Chính vì vậy họ không đời nào chịu nhìn thấy cảnh Nga kiểm soát các eo biển và đặt ảnh hưởng lên Constantinopolis. Thế là chính phủ Anh gửi một đội tàu chiến đến biển Marmara, lại có đe dọa sẽ cắt đứt quan hệ ngoại giao và tuyên chiến nếu Nga đánh chiếm kinh đô Constantinopolis. Cuộc chiến tranh Nga-Thổ cũng làm gia tăng căng thẳng với đế quốc Áo-Hung, vì Áo-Hung cũng có tham vọng ở vùng Balkan. Tương tự như Anh, Áo-Hung cũng đe dọa chiến tranh và gửi một đạo quân đông đảo đến hòng tấn công bên sườn quân Nga. Trước sự can thiệp của các đế quốc Tây Âu, Aleksandr II nhận thấy nước ông không có tiềm lực về quân sự để tham gia một cuộc chiến tranh nữa (mà lần này thì đối phương quá mạnh), bèn tiếc nuối hạ lệnh cho quân sĩ không chiếm đóng Constantinopolis. Sự kiện này đã khiến cho biết bao người Nga thất vọng. Không những thế, ông cũng nhận thấy rằng cứ kéo dài chiến tranh thì nước Nga cũng không có thêm lợi lộc gì, bèn hạ lệnh ngừng bắn. Những nhà ngoại giao và tướng lĩnh theo Chủ nghĩa dân tộc Nga đã thuyết phục Nga hoàng buộc triều đình Ottoman phải ký kết Hiệp ước San Stefano. Hiệp ước này được ký kết vào ngày 19 tháng 2 (3 tháng 3) năm 1878, theo đó đế quốc Ottoman phải thừa nhận sự thành lập của Nhà nước Bulgaria (trong đó có Macedonia và Rumelia). Đồng thời Serbia, Montenegro và Romania cũng giành được độc lập, lãnh thổ Serbia và Montenegro được mở rộng. Người Bulgaria gọi vua Aleksandr II là "Czar Osvoboditel", tức "vị Nga hoàng giải phóng". Họ còn xem ông như một trong những quốc phụ Bulgaria, và tạc tượng ông tại trái tim của thủ đô Sofia và nhiều thành phố Bulgaria. Cũng theo hiệp ước này quyền kiểm soát của Nga đối với xứ Armenia được củng cố, toàn bộ lực lượng Ottoman trên sông Danube bị tiêu diệt, tất cả các nước đều có quyền ra vào các eo biển, triều đình Ottoman phải cống cho Nga một khoản bồi thường đồ sộ và hứa cải cách xứ Bosnia và Herzegovina. Như vậy là Nga hoàng Aleksandr II phá vỡ thỏa thuận trước đây với hoàng đế Áo-Hung, theo đó Áo-Hung sẽ chiếm lấy Bosna và Hercegovina. Với chiến thắng của quân Nga trong cuộc chiến tranh 1877-1878, Hiệp ước Paris bị hủy bỏ và người Nga đã gỡ được cái nỗi nhục thất bại trong chiến tranh Krym và chiếm được miền Bắc Bessarabia và các thành Kare, Ardagan và Batum. Chiến thắng trước đế quốc Ottoman vào năm 1878 là thành tựu lớn nhất về mặt ngoại giao mà Nga hoàng Aleksandr II đã đạt được trong thời gian cầm quyền của ông.
Hiệp ước San Stefano đã bị nhiều quốc gia phản đối, chủ yếu là Anh và Áo-Hung. Một quốc gia Bulgaria sẽ khiến cho đế quốc Áo-Hung bị ngăn chặn từ biển Aegean và Constantinopolis, còn đế quốc Anh thì rất lo sợ người Nga sẽ mang ảnh hưởng lớn lao vào các eo biển và Kênh đào Suez. Vì vậy, hai đế quốc này tuyên bố rằng họ không công nhận hiệp ước San Stefano, người Nga phải ký một hiệp ước khác với họ. Thủ tướng Đức Otto von Bismarck đã hỗ trợ việc đàm phán dẫn tới cuộc hội đàm Berlin - một thất bại về ngoại giao của Nga. Khi Hội nghị Berlin diễn ra, Nga hoàng Aleksandr II giận dữ, nhưng ông không thể từ chối. Dĩ nhiên là Aleksandr II không đồng ý với việc ký kết một hiệp ước mới, nhưng nếu ông từ chối, chiến tranh nhất định phải nổ ra. Thế là ông đành phải công nhận việc ký kết một hiệp ước mới. Hiệp ước Berlin năm 1878, điều chỉnh lại Hiệp ước San Stefano trước đó, đã được ký kết: đế quốc Ottoman lấy lại được một phần lãnh thổ bị mất của họ, trong số đó có thành Bayazet, đế quốc Áo-Hung chiếm giữ Bosnia và Herzegovina, còn Anh thì nhận lấy đảo Síp. Chiến tranh Nga-Thổ Nhĩ Kỳ (1877 - 1878) chính thức kết thúc.

### Quan hệ với các nước Á Đông
Năm 1860, Vladivostok trở thành thủ phủ của nước Nga ở miền Viễn đông. Chính sách Cận đông của vua Aleksandr II gắn liền với quá trình thực dân hóa vùng đất này và phát triển quan hệ ngoại thương giữa Nga và nhà Mãn Thanh của Trung Quốc. Lúc này, sau hai cuộc chiến tranh thuốc phiện, triều đại Mãn Thanh đã suy yếu.
Nga hoàng đã ký kết với triều đình Mãn Thanh Hiệp ước Ái Huy năm 1858. Đây là một hiệp ước bất bình đẳng đối với người Trung Quốc, vì theo đó họ phải nhượng cho Nga tất cả mọi vùng đất phía bắc Hắc Long giang cùng với một phần lãnh thổ lớn ở phía Đông Ô Tề Lý Giang cho đế quốc Nga. Theo tác phẩm "Sử Trung Quốc" của Nguyễn Hiến Lê, năm 1860, Nga đứng ra làm "trung gian" trong Hiệp ước Bắc Kinh giữa Anh, Pháp với Trung Quốc, lại bắt Mãn Thanh nhượng toàn bộ miền Bắc Ô Tê Lý Giang cho tới bờ biển và cho phép các nhà buôn người Nga tha hồ tới Bắc Kinh. Triều đình Mãn Thanh đã mất tỉnh Maritime về tay đế quốc Nga hoàng. Ngoài ra, qua hai hiệp ước này, Nga hoàng đã nhận được quyền cai quản vùng biển ấm áp không xa đất nước Mặt trời mọc và chính thức thành lập Hạm đội Thái Bình Dương.
Năm 1855, Hiệp ước Shimoda được ký kết giữa Nhật Bản và nước Nga Sa hoàng. Với Hiệp ước này, Nhật Bản và Nga đã thành lập mối ngoại giao song phương. Ngoài ra, Hiệp ước còn chỉ ra vùng biên giới Nga-Nhật nằm giữa các đảo Iturup (Etorofu), Urup (Uruppu) và hai phần của quần đảo Kuril. Giờ đây tàu thuyền Nga đã được phép ra vào các cảng Shimoda, Hakodate và Nagasaki của Nhật Bản.
Mặc dù cả hai nước vẫn cùng cai quản Sakhalin, người Nhật lại đặt quyền cai quản lên những hòn đảo Iturup, Kunashir (Kunashiri), Shikotan và Khabomai (Habomai) - giữa lúc người chủ của những hòn đảo này chưa được xác định là ai .
Đến năm 1875, Hiệp ước Sankt-Peterburg được ký kết giữa đế quốc Nhật và Nga: tất cả các quần đảo Kurile giờ đây nằm dưới quyền kiểm soát của triều đình Nhật hoàng. Đáp lại, Nga được đặt quyền cai quản lên đảo Sakhalin. Mãi đến năm 1905, chiến bại của Nga trong chiến tranh Nga-Nhật (1904 - 1905) đã khiến Nga mất quyền kiểm soát phía nam đảo Sakhalin .
Qua những hoạt động bành trướng đã nêu trên, Nga hoàng Aleksandr II là người có những cống hiến không nhỏ đối với sự phát triển của cái được gọi là "Chủ nghĩa đế quốc hòa hợp" trong lịch sử Nga.

## Bạo loạn dưới thời Aleksandr II
Dưới thời Aleksandr II, triều đình Nga hoàng phải đối phó với một vài cuộc bạo loạn. Năm 1863 một phong trào khởi nghĩa bùng nổ tại Ba Lan, cuối cùng cũng nhận lấy chiến bại vào mùa thu năm 1864. Năm xưa, các thầy của ông đã cho rằng Aleksandr là người dễ lùi bước trước khó khăn, thật vậy, trong những năm 1865 - 1866 ông chán nản vì những cải cách của ông đã không làm cho xã hội nước Nga được hòa thuận. Sang thập niên 1870 Nga hoàng còn phải đối mặt với sự phát triển của trào lưu "Chủ nghĩa dân túy" của tầng lớp thanh niên trí thức.

### Đối phó với phong trào khởi nghĩa Ba Lan

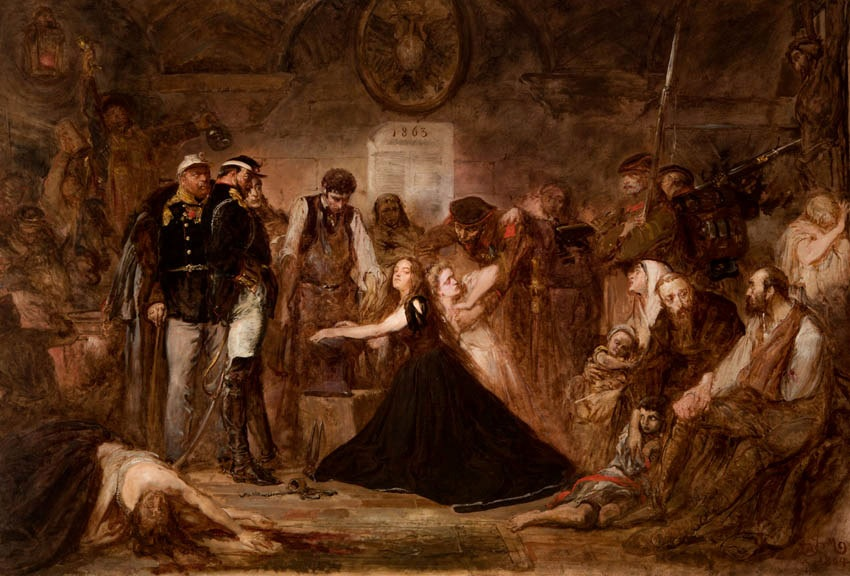
Polonia, tranh của Jan Matejko, cho thấy hậu quả của cuộc khởi nghĩa tháng 1 năm 1863, đã bị triều đình Aleksandr II trấn áp. Những người tù chờ bị đày tới Xibia; các tướng sĩ Nga giám sát người thợ rèn trói "Polonia", người phụ nữ đại diện cho Ba Lan.

Ngay từ khi Aleksandr II mới lên làm vua, ông đã nói lời tuyên bố nổi tiếng với những người Ba Lan: "Đừng có mơ". Thời đó, người Ba Lan sống ở Vương quốc Lập hiến Ba Lan, Tây Ukraina, Litva, Livonia và Belarus. Trước sự đối xử bất bính đẳng của chế độ Nga hoàng, người Ba Lan đã phất cờ khởi nghĩa, xảy ra cuộc khởi nghĩa Tháng Giêng kéo dài từ năm 1863 đến năm 1864. Năm 1863, Phổ ký kết hiệp định với Nga, theo đó Phổ ủng hộ Nga hoàng trong cuộc khởi nghĩa tại Ba Lan. Sau 8 tháng thực hiện chiến tranh du kích, quân khởi nghĩa bị quân đội Nga hoàng trấn áp. Ngày 22 tháng 7 năm 1863, một hội nghị của công nhân được họp tại thành phố Luân Đôn, với quan điểm ủng hộ khởi nghĩa Ba Lan và phản kháng lại sự ủng hộ của các lãnh đạo Âu châu với chính quyền Aleksandr II. Năm sau (1864), vào ngày 28 tháng 9, công nhân các nước Anh và Pháp lại họp tại Luân Đôn, tỏ ra quan điểm chống đối việc quân Nga dập tắt cuộc đấu tranh của nhân dân Ba Lan.
Hàng trăm người Ba Lan bị xử tử, và một số người bị trục xuất đến Xibia. Cái giá của khởi nghĩa đó là sự ủng hộ của Nga đối với công cuộc thống nhất nước Đức do người Phổ lãnh đạo. Được sự ủng hộ của Nga, Thủ tướng Phổ Otto von Bismarck đã đánh bại quân Đan Mạch (1864), Áo (1866) và Pháp (1871). Thế mà hai mươi năm sau, đế chế Đức trở thành một kẻ thù đáng gờm của người Nga trên lục địa.
Tất cả các lãnh thổ của Ba Lan-Litva trước đây đều bị loại trừ khỏi những chính sách tự do được Aleksandr thực hiện. Luật quân nhân ở Litva, được giới thiệu năm 1863, kéo dài trong 40 năm sau. Các ngôn ngữ bản địa, Litva, Ukraina và Belarus hoàn toàn bị loại bỏ khỏi các văn bản được in ra (xem thêm bài Sắc lệnh Ems). Triều đình cũng cấm nói và viết tiếng Ba Lan ở các tỉnh, ngoại trừ Vương quốc Lập hiến Ba Lan, nơi nó chỉ được cho phép dùng trong những cuộc đàm thoại cá nhân.

### Chủ nghĩa dân túy và phong trào công nhân
Cải cách giải phóng nông nô năm 1861 có hạn chế như đã nêu, và, cho đến đầu thế kỷ XX nước Nga vẫn còn nằm dưới chế độ quân chủ chuyên chế Nga hoàng. Sau cuộc giải phóng nông nô năm 1861, phong trào giải phóng tại Nga vẫn chưa kết thúc. Nó bước vào giai đoân Cách mạng dân chủ tư sản, nói cách đây là giai đoạn của các cuộc đấu tranh do các tầng lớp phi quý tộc (các tầng lớp phi quý tộc bao gồm thương gia, tiểu tư sản, lớp giáo sĩ bên dưới và nông dân) lãnh đạo. Ước nguyện của những nhà cách mạng phi quý tộc là người dân sẽ đi vào con đường dẫn tới cuộc sống công bằng, hạnh phúc, họ được gọi là những người dân tuý.
Năm 1877, các nhà cách mạng thực hiện cuộc vận động tích cực và "chớp nhoáng", theo đó họ kêu gọi nhân dân tại 37 tỉnh thuộc đế quốc Nga (thuộc phần châu Âu) ngay lập tức phải phất cờ khởi nghĩa, chống nhau với chế độ quân chủ chuyên chế Nga hoàng và tầng lớp địa chủ. Tuy vậy, quần chúng nông dân đã không làm theo những lời kêu gọi này. Để nắm bắt tình hình hoạt động của những người dân túy, cảnh sát của triều đình Aleksandr II đã đưa 4 nghìn người vào cơ quan mật vụ.
Tuy nhiên, những người theo Chủ nghĩa dân túy đã thay đổi hình thức hoạt động của họ, mà nguyên nhân là do sự bắt buộc của chính cuộc sống. Năm 1876, tại kinh đô Sankt-Peterburg, một hội bí mật mang tên "Ruộng đất và tự do" được Aleksandr Mikhailov, Sophia Lvovna Perovskaya, Georgi Valentinovich Plekhanov,... thiết lập. Hội này đã tách thành hai tổ chức hoạt động riêng biệt: "Chia đều các ruộng đất" và "Dân ý" (năm 1879). Dù nông dân đã tỏ ra thờ ơ trước lời kêu gọi khởi nghĩa, những thành viên của tổ chức "Chia đều các ruộng đất", lãnh đạo bởi Plekhanov không nản: họ vẫn cố kêu gọi nông dân đấu tranh trong một thời gian nữa. Còn nhóm "Dân ý" thì chủ trương dùng thủ đoạn khủng bố để chiến đấu chống triều đình Romanov, họ cho rằng: nhân dân sẽ vùng lên khởi nghĩa sau khi Nga hoàng bị ám hại. Năm 1880, lực lượng mật vụ và cảnh sát của chế độ Nga hoàng đẩy mạnh việc truy kích tổ chức "Chia đều các ruộng đất", khiến thủ lĩnh Plekhanov và những thành viên khác của tổ chức này phải rời khỏi nước Nga.
Ngoài ra, trong thời gian này phong trào công nhân Nga cũng có:
- "Hội liên hiệp công nhân miền Nam Nga" được thiết lập vào năm 1875.
- "Hội liên hiệp công nhân miền Bắc Nga" tại thành phố Sankt-Peterburg, được thiết lập năm 1878. Hội này tồn tại cho đến năm 1880.

### Những vụ ám sát hụt nhằm vào Aleksandr II (1866 - 1880)
Thật vậy, dưới sự lãnh đạo của Ban chấp hành, tổ chức "Dân ý" (Narodnaya Volya) đã thực hiện tổng cộng là tám vụ ám sát nhằm vào Nga hoàng Aleksandr II, nhưng không thành công trong những lần đầu.
Một năm sau khi con trưởng của nhà vua mất (1866), Aleksandr II bị nhà cách mạng trẻ tuổi Dimitry Karakozov mưu sát. Ông thoát chết trong gang tất, và, để tưởng niệm sự thoát chết của Nga hoàng (bản thân ông gọi là "sự kiện 4 tháng 4 năm 1866), nhiều nhà thờ và nhà nguyện được xây dựng ở các thành phố Nga. Không những thế, Viktor Hartmann, một kiến trúc sư người Nga, còn dự định xây một cổng đồ sộ để tưởng niệm sự kiện này. Tuy nhiên, đây chỉ là dự định, cánh cổng đồ sộ đó đã không được xây nên. Sau này, trong phần cuối tác phẩm Kartinki s vystavki – Vospominaniye o Viktore Gartmane của Modest Mussorgsky, "Cảnh cổng lớn thành Kiev" được mô tả dựa trên bản phác thảo của Hartmann.
Một số nhà cải cách cũng theo đuổi biện pháp khủng bố để thực hiện cải cách: vào ngày 14 tháng 4 năm 1879, Aleksandr Soloviev, một cựu sinh viên, đã mưu sát Aleksandr. Ông lại thoát chết còn Soloviev bị xử tử vào tháng sau. Ngoài ra, còn có 16 người khác bị tình nghi là khủng bố.
Lo sợ bị ám sát, Nga hoàng Aleksandr II đã bổ nhiệm sáu quan Toàn quyền - những người thực hiện quyển kiểm duyệt khắt khe ở Nga. Tất cả những quyển sách mang tư tưởng tiến bộ đều bị cấm đoán và những người có tư tưởng cách mạng bị chính quyền bắt và bỏ vào nhà ngục. Trong số đó có Peter Kropotkin - một người chỉ trích nền chính trị Nga thời bấy giờ - bị bắt giữ năm 1874.
Vào tháng 12 năm 1879, hai thành viên của tổ chức "Dân ý" là Andrei Zhelyabov và Sophia Perovskaya đã dùng nitrôglyxêrin để phá hoại chiếc xe lửa của Nga hoàng. Tuy vậy, những người khủng bố đã tính toán sai lệch và kết quả là một chiếc xe lửa khác bị phá hoại. Một âm mưu dùng chất nổ để phá chiếc cầu Kamenny ở kinh thành Sankt-Peterburg khi Aleksandr II đi qua chiếc cầu này cũng không thành công.
Sau đó, ông lại trở thành nạn nhân của một vụ ám sát hụt khác do Stefan Khalturin thực hiện. Stefan Khalturin là một thợ mộc, tham gia trong tổ chức khủng bố "Dân ý". Stefan Khalturin đến kiếm việc ở Cung điện Mùa Đông, được cho phép ngủ tại đó. Thế là Stefan Khalturin đem những gói thuốc nổ dynamit vào phòng của mình và giấu giếm chúng dưới bộ đồ giường của Khalturin.
Vào ngày 17 tháng 2 năm 1880, theo lệnh của tổ chức "Dân ý", Khalturin đặt mìn trong một tầng hầm dưới phòng ăn trong Cung điện Mùa Đông. Quả mìn sẽ nổ vào lúc Nga hoàng Aleksandr II ăn tối, theo tính toán của tổ chức "Dân ý". Rủi thay cho những nhà cách mạng, khách của ông là Vương công Alexander xứ Bulgaria đến trễ, vì thế Aleksandr chưa ngồi vào bàn ăn. Thế là ông lại thoát khỏi một vụ ám sát khác dù 67 người bị giết và bị thương trong vụ nổ.

## Cái chết của Aleksandr II
Trước khi Aleksandr II bị giết, nhà cách mạng người Ba Lan Ignacy Hryniewiecki - một trong những người tham gia vụ mưu sát Nga hoàng - có viết:

### Đề xuất của Mikhail Tarielovich, Bá tước Loris-Melikov
Nga hoàng bổ nhiệm Mikhail Tarielovich, Bá tước Loris-Melikov làm Chủ tịch Ủy ban Hành pháp tối cao - một Ủy ban vừa được thiết lập tại Sankt-Peterburg sau vụ mưu sát Aleksandr II vào tháng 2 năm 1880, với trọng trách đối phó với phong trào cách mạng. Hội "Dân ý" tuyên bố sẽ chấm dứt những hoạt động khủng bố nếu triều đình Nga ban bố một bản Hiến pháp công nhận quyền tự do bầu cử và bãi bỏ cơ quan kiểm duyệt. Vào ngày 25 tháng 2 năm 1880, Aleksandr II tuyên bố rằng ông đang suy xét về việc ban bố Hiến pháp. Để chứng tỏ ý định tốt của mình, ông ra lệnh cho các nhà tù phóng thích một số lượng lớn tù nhân. Ngoài ra, ông cũng hạ lệnh cho Loris-Melikov soạn thảo một bản Hiến pháp, với những quy định làm thoả mãn những nhà cách mạng nhưng đồng thời bảo vệ quyền lợi của tầng lớp thống trị. Tháng 8 năm 1880, Ủy ban Hành pháp Tối cao bị giải tán, Loris-Melikov được nhà vua bổ nhiệm làm Bộ trưởng Nội vụ, nắm đặc quyền trong tay.
Trong thời gian này, Bộ Công an Nga thiết lập Tổ chức Mật vụ thời Nga hoàng, còn gọi là "Okhrana". Theo lệnh của Bộ trưởng Nội vụ Loris-Melikov, những người làm tay trong bắt đầu tham gia các tổ chức chính trị chủ trương vận động cải cách xã hội thời bấy giờ.
Vào tháng 1 năm 1881, Bá tước Loris-Melikov đề xuất những dự định của mình với Nga hoàng Aleksandr II. Trong những dự định này có việc mở rộng quyền lực của các Zemstvo. Sự mở rộng này sẽ giúp cho mỗi zemstov có thể gửi các đại biểu đến một Hội đồng Quốc gia được gọi là "Gosudarstvenny Soviet". Hội đồng Quốc gia này có quyền ban hành luật pháp. Aleksandr II lo ngại rằng nếu thực hiện những đề xuất của Loris-Melikov, Hội đồng Quốc gia sẽ nhận được quá nhiều quyền lợi. Vì thế, thay vì ban bố ngay Hiến pháp, ông triệu tập một uỷ ban có vai trò xem xét những đề xuất của Loris-Melikov.
Tháng 2 năm 1881, Tổ chức Mật vụ Okhrana đã phát hiện ra một âm mưu ám sát Nga hoàng do Andrei Zhelyabov thực hiện. Zhelyabov bị bắt giữ nhưng từ chối cung cấp bất cứ một thông tin nào về âm mưu này. Zhelyabov lại còn nói một cách tự tin rằng cảnh sát đừng mong rằng họ sẽ bảo vệ được tính mạng của Nga hoàng Aleksandr II.

### Diễn biến vụ ám sát (1881)

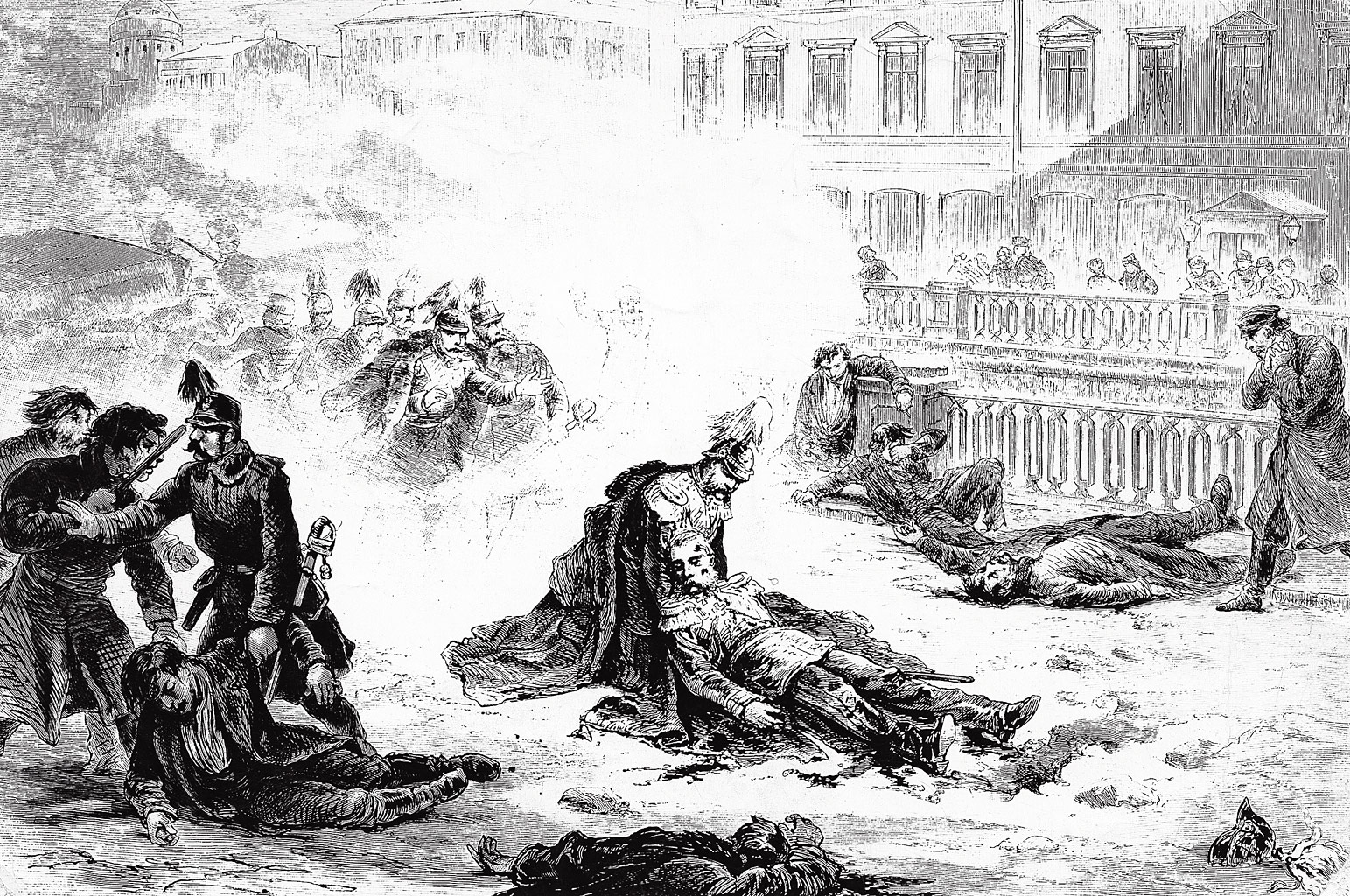
Vua Aleksandr II bị ám sát tại Nga. Tranh vẽ của G. Broling vào năm 1881.

Tổ chức "Dân ý" trở nên giận dữ vì chế độ Nga hoàng đã không ban hành một Hiến pháp mới cho đế quốc Nga. Thế là họ quyết định ám sát Aleksandr II. Những người tham gia trong vụ này bao gồm Sophia Perovskaya, Andrei Zhelyabov, Gesia Gelfman, Nikolai Sablin, Ignatei Grinevitski, Nikolai Kibalchich, Nikolai Rysakov and Timofei Mikhailov.
Sau nhiều lần thoát chết, đến ngày 13 tháng 3 (tức ngày 1 tháng 3 theo Lịch cũ) năm 1881, Nga hoàng Aleksandr II cuối cùng cũng trở thành nạn nhân của một âm mưu ám sát. Trớ trêu thay, trong ngày hôm đó, ông đã phê duyệt một bản Tuyên cáo—còn gọi là Hiến pháp Loris-Melikov—theo đó thành lập hai Ủy ban lập pháp, gồm những đại biểu được gián tiếp bầu chọn. Những sự kiện xảy ra sau đó đã khiến cho những dự định của Loris-Melikov không bao giờ được thực hiện. Cũng trong ngày hôm đó người vợ mới của Nga hoàng là Yekaterina Dolgorukov đã khuyên ông không nên ra ngoài đường vì bà có linh cảm rằng ông sẽ gặp khó khăn. Ông đã làm cho bà bớt lo lắng bằng việc ôm ấp Dolgorukov trên một cái bàn trong căn phòng của bà và bỏ lại bà ở đó. Quả nhiên, vài tiếng sau Aleksandr II bị thương nặng, được mang về cung điện về mất do thiếu quá nhiều máu:
Từ nhiều năm trước, cứ mỗi Chủ Nhật thì Nga hoàng lại đến Manezh để chứng kiến cuộc duyệt binh của các vệ sĩ. Ngày hôm đó, trên đường tới Manezh cũng như trên đường về, ông ngồi trên một chiếc xe ngựa kín, được hộ tống bởi sáu người Cossack, cùng một chỗ ngồi thứ bảy nằm ở phía bên trái người đánh xe. Theo sau xe của Aleksandr II có hai chiếc xe trượt tuyết chở cảnh sát trưởng và người đứng đầu toán vệ binh của Nga hoàng. Như thường lệ, bọn họ phải đi theo đường kênh Ekaterina và vượt qua cầu Pevchesky. Các thành viên hội "Dân ý" đã theo dõi Nga hoàng trên suốt quãng đường Nằm hai bên đường là những lề đường chật hẹp dành cho người dân thường. Trên một góc phố gần kênh Ekaterina, Sophia Perovskaya ra hiệu cho Nikolai Rysakov và Timofei Mikhailov đặt bom tại xe ngựa Hoàng đế. Một thành viên trẻ của tổ chức "Dân ý" (Narodnaya Volya), Nikolai Rysakov, đang cầm một cái hộp nhỏ màu trắng được bao bọc bởi một chiếc khăn mùi xoa:

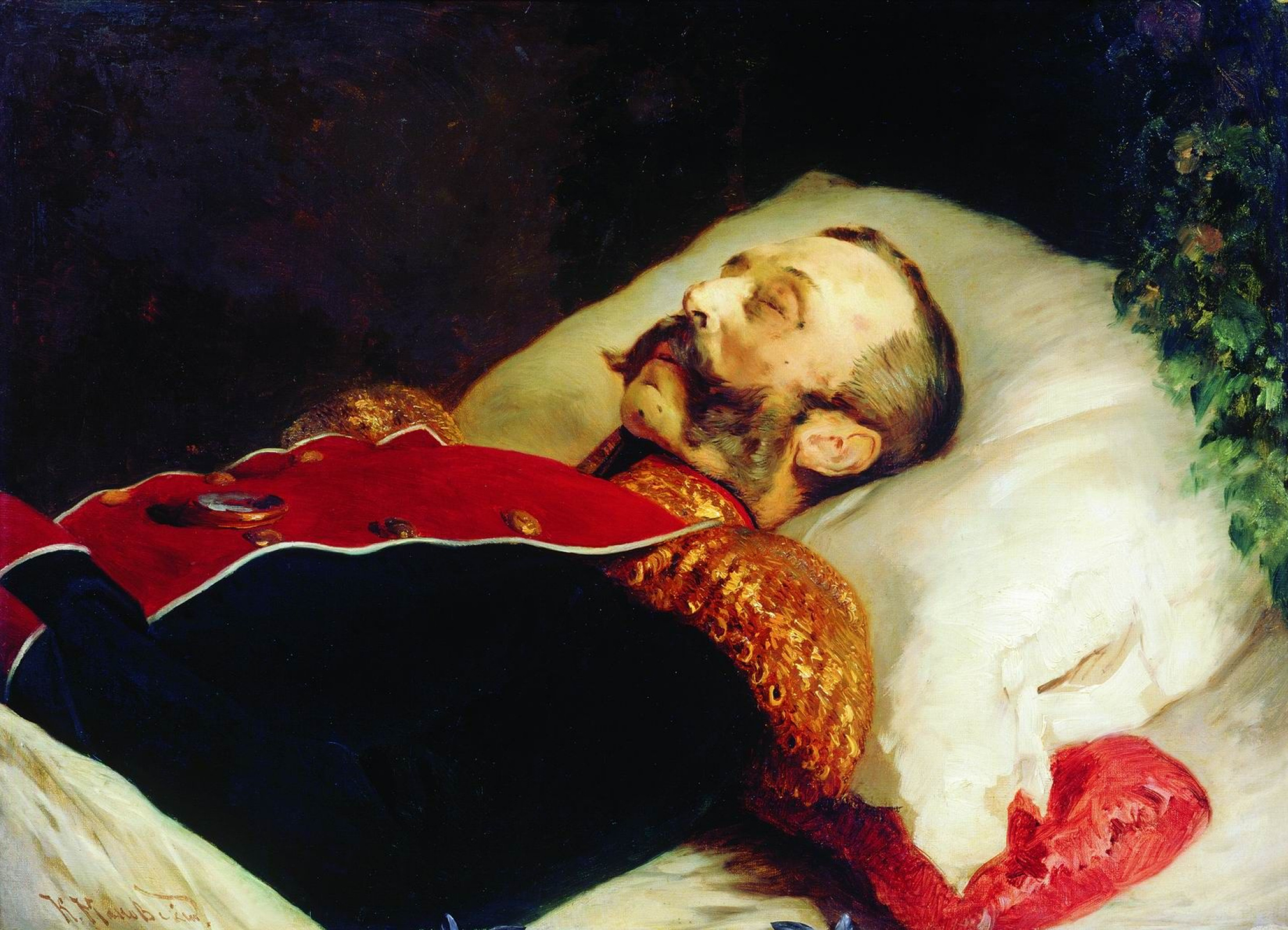
Aleksandr II trong giờ phút cuối cùng của cuộc đời ông (1881).

Quả bom nổ: một người Cossack thiệt mạng, người lái xe và dân bên đường bị thương trầm trọng và chỉ làm hỏng chiếc xe ngựa có khả năng chống các can nhiễu từ bên ngoài, một món quà của hoàng đế Pháp Napoléon III tặng Aleksandr II. Ông hoảng sợ, nhưng không bị sao. Ít lâu sau đó Nikolai Rysakov bị bắt. Cảnh sát trưởng Dvorzhitsky nghe thấy tiếng Rysakov gọi một ai đó trong đám đông. Trong lúc đó, Aleksandr II khăng khăng đòi rời khỏi xe để băng bó cho những người bị thương. Một thành viên trẻ khác của hội Dân ý, Ignacy Hryniewiecki, đứng bên hàng rào của kênh Ekaterina, đã giơ cả hai bàn tay lên và thả một thứ gì đó xuống chân Aleksandr. Người ta cho rằng Hryniewiecki đã nói "vẫn còn sớm để cầu nguyện Chúa". Đó là một quả bom: nó đã giết chết cả Nga hoàng lẫn Hryniewiecki. Sau này cảnh sát trưởng Dvorzhitsky đã viết:
| “             | Một quả bom nổ, nó làm tôi đau đầu, bị cháy, bị thương và ngã xuống đất. Đột nhiên, giữa màn khói và tuyết mờ, tôi nghe thấy tiếng kêu cứu yếu ớt của Thánh thượng! Bằng mọi sức lực mà tôi có, tôi cố vực dậy và chạy tới chỗ Thánh hoàng bị thương. Lúc đó, tôi thấy Hoàng thượng nửa ngồi, nửa hấp hối, tựa lên cánh tay trái của vua. Nghĩ rằng vua chỉ bị thương nặng, tôi có gắng đỡ vua nhưng hai chân của Hoàng thượng bị gãy, và máu chảy ra. Lúc đó có hai mươi người ở trên vỉa hè và đường phố, ít ra thì họ đều có vết thương. Một số người cố gắng đứng dậy, một số người khác thì cố gắng lê chân, còn một số người khác thì tìm cách thoát khỏi những cái xác ngã vào họ. Tuyết, mảnh vỡ và máu giúp cho người ta có thể nhìn thấy những mảnh quần áo, cầu vai rách, những mảnh đao kiếm bị gãy và những mảnh thịt người vấy máu. | ” |
| — Dvorzhitsky | |   |

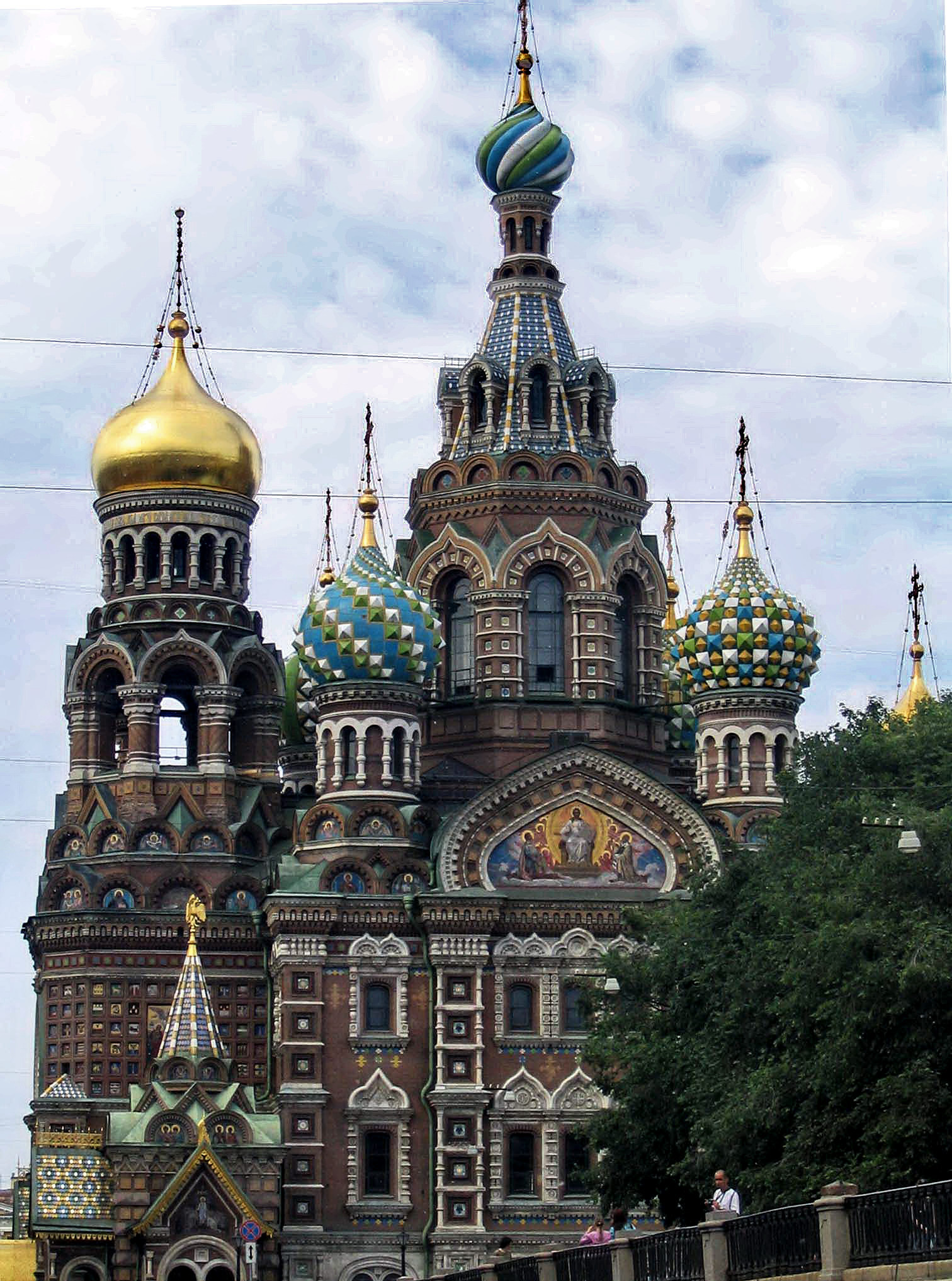
Thánh đường Chúa Ki-Tô Cứu Thế Trên Vũng Máu được xây tại địa điểm Nga hoàng Aleksandr II bị ám sát.

Sau này người ta còn phát hiện có một người đặt bom thứ ba trong đám đông. Ivan Emelyanov đang đứng ở tư thế sẵn sàng, ôm một chiếc cặp chứa bom. Emelyanov sẽ xông ra đặt bom nếu hai kẻ đặt bom trước Emelyanov không thành công.
Một chiếc xe trượt tuyết đã chở Nga hoàng tới Cung điện Mùa Đông. Trớ trêu thay, người nằm trên chiếc xe chính là ông vua đã thực hiện cải cách nông nô1 vào năm 1861 - gần hai mươi năm trước ngày ông bị ám sát. Aleksandr II chết do mất quá nhiều máu, hai chân ông bị gãy, bụng ông bị xé ra còn khuôn mặt ông thì bị cắt xén. Các thành viên Hoàng gia Romanov đều kéo nhau đến hiện trường. Hay tin, Dolgorukov chạy vào căn phòng của Aleksandr II và tình cờ nhìn thấy thi thể Nga hoàng, bà khóc "Sasha! Sasha!" Trong hồi ký của mình, Đại vương công Aleksandr Mikhailovich cho biết chiếc áo khoác màu hồng và trắng của Dolgorukov đã được nhúng vào máu của Aleksandr II.
Vị Nga hoàng hấp hối được làm lễ ban thánh thể và lễ xức dầu lần cuối cùng. Người ta hỏi quan Thái y Sergey Petrovich Botkin rằng Nga hoàng còn có thể sống được bao nhiêu lâu nữa, Botkin nói "còn 15 phút nữa". Lúc 3 giờ rưỡi ngày hôm đó, Aleksandr II qua đời tại Cung điện Mùa Đông, Thái tử Aleksandr Aleksandrovich lên nối ngôi ở tuổi 36. Theo Olga Liubatovich, gần trưa, người ta loan tin về cái chết của vua Aleksandr II và việc nối ngôi của vua Aleksandr III, người dân Nga bắt đầu tụ họp tại các giáo đường Do Thái và thánh đường Ki-tô giáo để tuyên thệ trung thành với Nga hoàng.
Vụ ám sát đã gây trở ngại lớn đối với phong trào cải cách. Một trong những ý tưởng cuối cùng của Nga hoàng Aleksandr II là thiết lập một nghị viện thông qua việc bầu cử, tức Đuma. Vào ngày áp chót trong cuộc đời Aleksandr II, viện Đuma đã được hình thành nhưng ông chưa tuyên bố với nhân dân Nga. Trong khoảng 48 giờ, ông đã dự định tuyên bố về kế hoạch thành lập Đuma của ông cho nhân dân Nga. Nếu ông không bị ám sát, nước Nga có thể chuyển hóa thành một quốc gia quân chủ lập hiến thay vì xảy ra những vụ trấn áp của Aleksandr III. Việc làm đầu tiên của Nga hoàng Aleksandr III sau lễ đăng quang là xóa bỏ những dự án này. Mãi đến năm 1905, một phong trào cách mạng bùng nổ tại Nga, khiến Nga hoàng Nikolai II - con trai Aleksandr III - phải tuyên bố thành lập viện Đuma Quốc gia Nga (1906). Thế mà Đuma Quốc gia này đã giải tán ít lâu sau đó.
Nga hoàng Aleksandr II được chôn chất tại Đại giáo đường Thánh Phêrô và Phaolô tại kinh đô Sankt-Peterburg. Tại địa điểm xảy ra vụ ám sát ông, Thánh đường Chúa Ki-Tô Cứu Thế Trên Vũng Máu được xây nên.
Hậu quả thứ hai của vụ ám sát này là làn sóng sát hại người Do Thái lan rộng tại đế quốc Nga, trong các năm 1891 - 1892 .
Một hậu quả thứ ba vụ ám sát là sự trấn áp dân quyền tại Nga và lực lượng cảnh sát - vốn ít hung bạo hơn dưới thời Aleksandr II - lại trở nên hung bạo như trước. Cái chết của Nga hoàng Aleksandr II được chứng kiến trực tiếp bởi con trai ông là Aleksandr III và cháu nội ông là Nikolai II. Cả hai Nga hoàng này đều nguyện thề rằng họ sẽ không chết giống như Aleksandr II. Trong số những người díu líu tới vụ ám sát Aleksandr II, Nikolai Sablin tự tử trước khi ông ta có thể bị bắt còn Gesia Gelfman thì chết trong ngục tù. Sophia Perovskaya, Andrei Zhelyabov, Nikolai Kibalchich, Nikolai Rysakov và Timofei Mikhailov bị treo cổ vào ngày 3 tháng 4 năm 1881. Aleksandr III và Nikolai II đã dùng lực lượng Okhrana để bắt giam những người phản kháng, diệt trừ những "băng nhóm phản nghịch" bị tình nghi và ngày càng trấn áp quyền tự do cá nhân của người dân Nga.

## Gia quyến

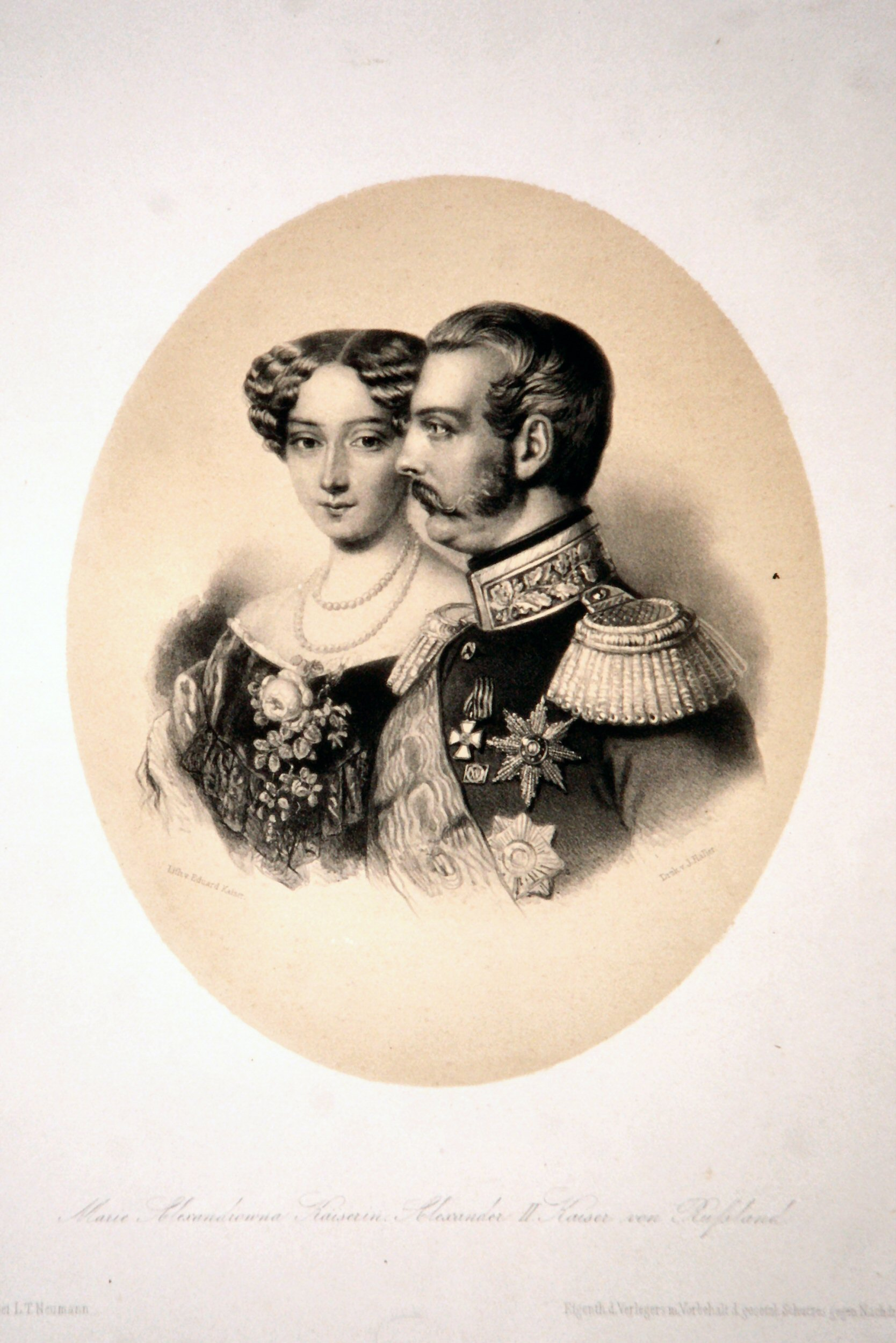
Thái tử Aleksandr Nikolayevich của Nga và Marie xứ Hessen và Rhein hồi mới cưới nhau.

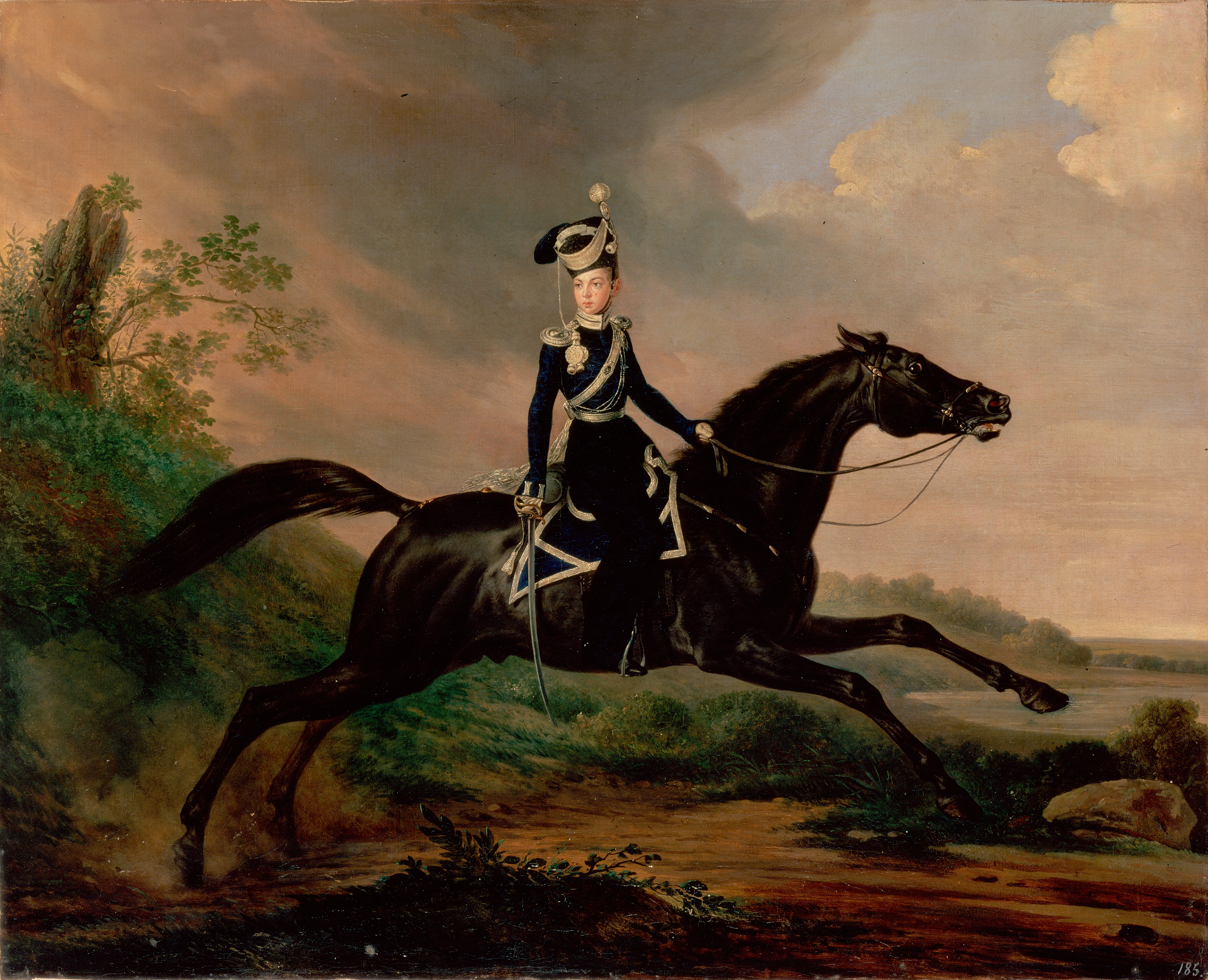
Chân dung Hoàng thái tử Aleksandr Nikolayevich trên lưng ngựa, tranh vẽ của Franz Krüger (1797–1857). Hiện được trưng bày tại Bảo tàng Hermitage, Sankt-Peterburg.

Hồi còn chưa có vợ, Aleksandr thực hiện chuyến thăm cấp Nhà nước đến Vương quốc Anh năm 1838. Ông - lớn hơn nữ hoàng trẻ Victoria chỉ một tuổi - thực sự đã ở gần với Victoria trong thời gian ngắn. Nữ vương Victoria cưới người anh họ của mình, Albrecht xứ Sachsen-Coburg và Gotha vào tháng 2 năm 1840. Vào ngày 16 tháng 4 năm 1841, ở tuổi 23, Hoàng thái tử Aleksandr cưới Đại Công nữ Marie xứ Hessen ở kinh thành Sankt-Peterburg. Về sau Marie được đặt cái tên Nga "Maria Aleksandrovna".
(Maria Aleksandrovna là con gái hợp pháp của Ludwig II, Đại vương công của Hesse và bởi Rhine và Wilhelmina của Baden, mặc dù có một số tin đồn nhảm nghi ngờ bà là con của người tình Wilhelmina, Nam tước August von Senarclens de Grancy, người cha về sinh lý của bà. Aleksandr II đã nhận thấy nghi ngờ về quan hệ cha con của vợ mình).
Cuộc hôn nhân đã đem lại cho Nga hoàng Aleksandr II và Hoàng hậu Maria Aleksandrovna sáu người con trai và hai người con gái:
| Tên                                    | Sinh                 | Mất                  | Ghi chú |
| -------------------------------------- | -------------------- | -------------------- | --- |
| Đại vương công Alexandra Alexandrovna  | 30 tháng 8 năm 1842  | 10 tháng 7 năm 1849  | còn có tên là Lina, chết do viêm màng não ở kinh thành Sankt-Peterburg, khi mới sáu tuổi. |
| Hoàng thái tử Nikolai Aleksandrovich   | 20 tháng 9 năm 1843  | 24 tháng 4 năm 1865  | hứa hôn Dagmar của Đan Mạch. Do Hoàng thái tử Nikolai chết năm 1865 nên hôn lễ không được thực hiện                                                                                               |
| Hoàng thái tử Aleksandr                | 10 tháng 3 năm 1845  | 1 tháng 11 năm 1894  | Kết hôn năm 1866 với Dagmar của Đan Mạch, có con. Thái tử Aleksandr là người chống đối những cải cách nền chính trị Nga của vua cha. Năm 1881, Thái tử này lên ngôi Nga hoàng, tức Aleksandr III. |
| Đại vương công Vladimir Aleksandrovich | 14 tháng 1 năm 1850  | 17 tháng 2 năm 1909  | kết hôn năm 1874 với Marie xứ Mecklenburg-Schwerin (Maria Pavlovna), có con. |
| Đại vương công Aleksei Aleksandrovich  | 14 tháng 1 năm 1850  | 14 tháng 11 năm 1908 | có con (có lẽ là không hợp pháp) |
| Đại vương công Mariya Aleksandrovna    | 17 tháng 10 năm 1853 | 20 tháng 10 năm 1920 | kết hôn năm 1874 với Alfred, Công tước xứ Saxe-Coburg và Gotha, có con |
| Đại vương công Sergei Alexandrovich    | 29 tháng 4 năm 1857  | 4 tháng 2 năm 1905   | kết hôn năm 1884 với Elisabeth xứ Hesse (Elizabeth Feodorovna) |
| Đại vương công Pavel Aleksandrovich    | 3 tháng 10 năm 1860  | 24 tháng 1 năm 1919  | kết hôn năm 1889 với Alexandra của Đan Mạch và Hy Lạp (Alexandra Georgievna), có con; tái hôn năm 1902 với Olga Karnovich, có con.                                                                |

Khi Aleksandr II và Maria Aleksandrovna vẫn còn là vợ chồng, ông cũng có nhiều tình nhân và làm cha của bảy đứa con không hợp pháp: 
- Antoinette Bayer (20 tháng 6 năm 1856 – 24 tháng 1 năm 1948), con của Wilhelmine Bayer
- Michael-Bogdan Oginski (10 tháng 10 năm 1848 – 25 tháng 3 năm 1909), con của nữ bá tước Olga Kalinovskya (1818–1854)
- Joseph Raboxicz
- Charlotte Henriette Sophie Jansen (15 tháng 11 năm 1844 – tháng 7 năm 1915), con của Sophie Charlotte Dorothea Von Behse (1828–1886)

### Aleksandr II và Yekaterina M. Dolgorukov
Cuối năm 1864, trong một chuyến viếng thăm chính thức đến học viện Smolny tại Sankt-Peterburg, ông gặp một nữ sinh tên là Yekaterina Mikhailovna Dolgorukova, và yêu say đắm người phụ nữ này. Sau đó, Yekaterina Mikhailovna Dolgorukova trở thành tình nhân của nhà vua - người đã nói với bà "Giờ đây nàng đã trở thành người vợ bí mật của Trẫm. Quả nhân nguyện thề rằng nếu Trẫm được tự do, Trẫm đây nhất định sẽ cưới nàng làm vợ". Người phụ nữ này cư ngụ không xa Hoàng cung (Cung điện Mùa Đông) ở kinh thành Sankt-Peterburg. Nhờ thế, bằng lối bí mật, bà không gặp trở ngại trong việc ra vào cung điện mà gặp nhà vua. Sau vụ mưu sát Nga hoàng năm 1866, Aleksandr II bắt đầu có quan hệ tình dục với Yekaterina Mikhailovna Dolgorukova. Đây là một bước chuyển biến trong đời tư của vua Aleksandr II. Quan hệ khó giấu giếm này này đã khiến cho ông xao lãng gia đình ông cũng như xã hội Sankt-Peterburg. Tháng 2 năm 1876, Dolgorukova đau đẻ khi mang thai đứa con thứ ba là Boris, vì vậy bà được đưa đến Cung điện Mùa Đông và sinh hạ Boris tại phòng của Nga hoàng. Tuy nhiên, sau đó đứa bé được đưa về nơi cư ngụ của Dolgorukova vì người phụ nữ này đã khỏe lại. Hoàng tử Boris chết yểu vài tuần sau đó.

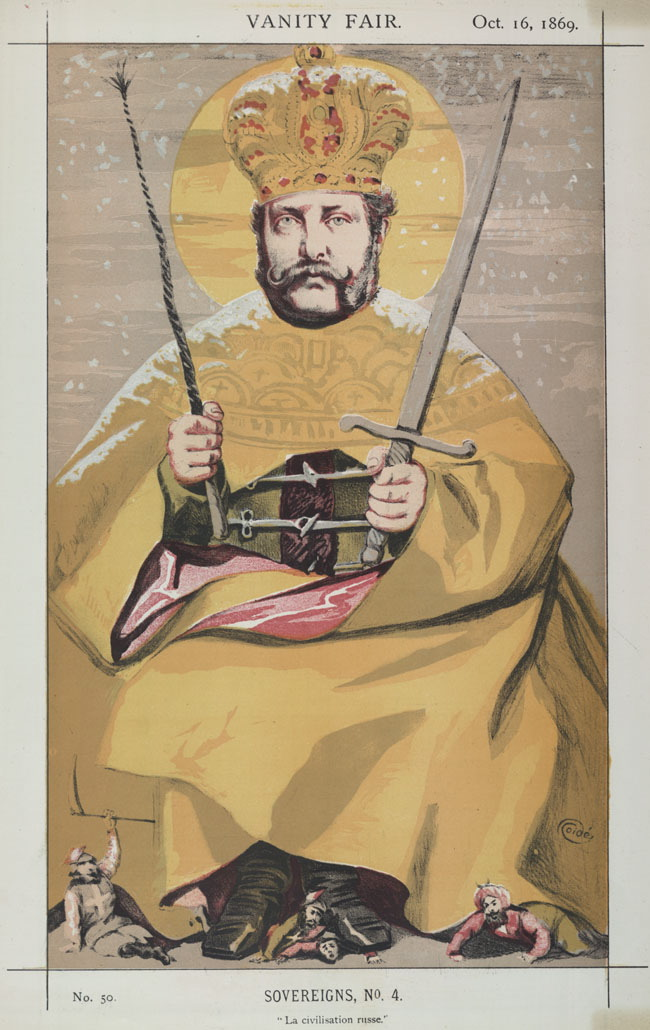
Tranh biếm họa Aleksandr II. Có ghi chú "La civilisation Russe".

Cuộc tình đã bị Hoàng gia Nga và các quan trong triều phản đối kịch liệt. Người ta cho rằng Yekaterina Mikhailovna Dolgorukova đã hợp tác với những tên thương nhân bất lương, có mưu đồ chiếm đoạt ngôi Hoàng hậu và thao túng Nga hoàng trong việc trị quốc. Một số hoàng thân còn nghĩ đến chuyện các con của Yekaterina sẽ cướp quyền thực kế của những người thừa tự hợp pháp của Nga hoàng. Năm 1880, lo sợ rằng Dolgorukova sẽ bị ám sát, ông đã đưa Dolgorukova và các con của bà đến tầng ba của Cung điện Mùa Đông. Các triều thần đã truyền miệng rằng bà Hoàng hậu hấp hối Maria bị Nga hoàng bắt phải nghe tiếng các con của Dolgorukova chuyển động, dù những căn phòng của Dolgorukova có khoảng cách rất cao so với nơi Hoàng hậu ở.
Trong hồi ký của mình, Đại vương công Alexander Mikhailovich ghi nhận rằng Nga hoàng đối xử như một cậu thiếu niên khi Yekaterina có mặt, còn Yekaterina cũng hết sức yêu quý ông. Có lần, Nga hoàng có ý định phong chức Đại vương công cho con trưởng của Yekaterina là George. Dù Yekaterina đã phản đối: "Sasha, vì Thượng đế, xin Hoàng thượng đừng làm như vậy!", ý đồ này đã khiến Hoàng gia lo sợ rằng ông sẽ tấn phong Yekaterina làm Hoàng hậu, rồi truất phế những người thừa tự hợp pháp của ông rồi thay thế họ bằng những thành viên trong "gia đình thứ hai" của ông. Hoàng gia cũng bực bội khi họ nghe Yekaterina Dolgorukova gọi Nga hoàng bằng cái tên thân mật "Sasha." Theo ghi nhận của Đại vương công Alexander Mikhailovich, cha của Mikhailovich là Đại vương công Mikhail Nikolaevich của Nga đã xin lỗi Yekaterina vì thái độ lạnh nhạt của Hoàng gia đối với bà.
Đến ngày 6 tháng 7 năm 1880, gần một tháng sau khi Hoàng hậu Maria mất (ngày 8 tháng 6 năm đó), Aleksandr II chính thức kết hôn không đăng đối với Dolgorukova, có bốn người con. Cuộc hôn nhân đã làm cho Hoàng gia và nhân dân không vui, nhưng ông buộc họ phải chấp thuận. Ông phong Dolgorukov làm "Vương phi Yurievskaya" và hợp pháp hóa các con của bà, dù họ - với tư cách là những đứa con của một cuộc hôn nhân không đăng đối - không có quyền kế vị ngôi vua. Trong một chuyến đến Krym, ông đã đi cùng Yekaterina M. Dolgorukova, bị giới quan chức Nga nói xấu sau lưng. Mệt mỏi trước sự chỉ trích của người thân, ít lâu sau cuộc hôn nhân ông bèn gửi thư cho em gái là công nương Olga Nikolaevna xứ Württemberg; trong thư ông cho rằng Dolgorukova không hề tham gia việc triều chính, dù có những người đã đồn bậy về Dolgorukova. Sau một năm Nga hoàng Aleksandr và Vương phi Yekaterina Mikhailovna Dolgorukova sống với nhau, ông bị ám sát (1881). Trước đó, nhà vua đã có dự định phong người phụ nữ này làm Hoàng hậu.

### Những bức thư tình được bán đấu giá
Tháng 11 năm 2006, một tập thư của Nga hoàng Aleksandr II (phần lớn được lưu trữ ở viện bảo tàng Moskva) được đem bán đấu giá, với tổng giá trị là 131.400 euro.
Ngày 15 tháng 5 năm 2007, theo dự kiến các bức thư tình của Aleksandr II sẽ được đem đấu giá. Đó là 11 bức thư từ tháng 2 năm 1868, và 11 bức thư khác từ tháng 10 năm 1871, được ông viết tặng những tình nhân trẻ tuổi. Theo ước tính, mỗi bức thư sẽ được trả khoảng 3.000 - 15.000 euro.
Phần lớn những bức thư được viết bằng tiếng Pháp. Hồi đó, ngôn ngữ này được giới quý tộc ở Nga sử dụng thịnh hành. Bộ phim "Kẻ tội đồ cao thượng" năm 1959, với sự diễn xuất của nữ diễn viên Romy Schneider người Áo, đã lấy cảm hứng từ những bức thư này.
Trong các lá thư này, Aleksandr II cho rằng ông "sẽ trao cả thể xác và tâm hồn" cho tình nhân chỉ mới 20 tuổi - Vương phi Yekaterina Dolgorukova. Sau khi vua Aleksandr II qua đời, Dolgorukova sang định cư ở Biarritz, nước Pháp. Dù chính quyền Nga rất muốn lấy các lá thư tình đó về, bà quyết định giữ chúng lại bên mình.Người đứng đầu nhà đấu giá Christie’s ở Paris (Pháp), ông Christoph Auvermann giải thích:
| “                     | Đối với Hoàng tộc, việc để lộ những bức thư tình của Nga hoàng là một điều đáng xấu hổ bởi chúng là bằng chứng chứng minh cho tính "trăng hoa" của Nga hoàng. | ” |
| — Christoph Auvermann | |   |

Cũng theo lời của Christoph Auvermann, Nga hoàng Aleksandr II và Yekaterina Dolgorukova có quan hệ lâu dài với nhau, và họ gửi thư cho nhau trong suốt 15 năm, đôi khi chỉ vài bức trong một ngày. Auvermann nhận định "thật thú vị khi biết trong chuyện tình cảm, vua chúa cũng không khác bất cứ người bình thường nào".

## Nhận định

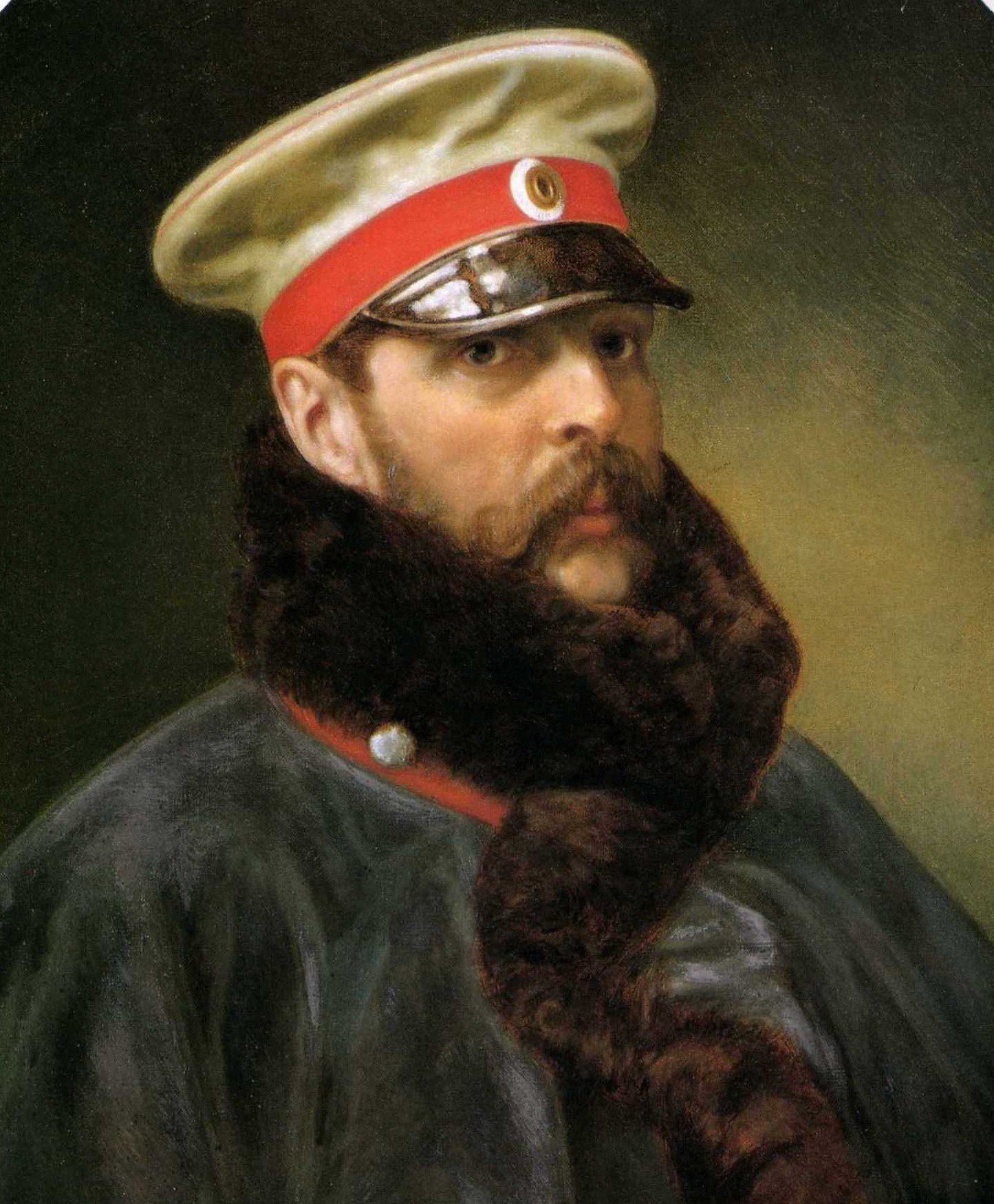
Nga hoàng Aleksandr II mặc áo choàng và đội mão của Trung đoàn Kỵ binh Hoàng gia Nga. Tranh vẽ khoảng năm 1865.

Nga hoàng Aleksandr II là một Abraham Lincoln của nước Nga, và là ông hoàng Duy Tân vĩ đại nhất của Nga kể từ thời Pyotr Đại đế. Không ít người Nga xem ông là một vị anh quân, do ông đã đề xuất một loạt cuộc cải tổ lớn lao về xã hội - trong số đó có cuộc giải phóng những người nông nô. Cuộc cải cách giải phóng nông nô (1861) của ông đã mở đường cho sự phát triển của Chủ nghĩa tư bản tại Nga. Nếu khi Aleksandr II lên ngôi Nga hoàng, nước Nga chỉ có gần 965 km đường ray tàu hỏa, thì khi ông qua đời nước Nga đã có khoảng 22.525 km đường sắt. Tuy nhiên, sách Về trí thức Nga - Tập tiểu luận của tầng lớp trí thức Nga của nhiều tác giả (Nga) có ghi nhận:
…Bất chấp nhiều thành tựu kinh tế, sự xung đột tinh thần giữa trí thức Nga và chính quyền chuyên chế của Nga hoàng vẫn ngày càng gia tăng. Vì sao lại như vậy? Ta có thể hiểu được phần nào tình trạng dị thường này khi xem xét những đặc thù của triều đại Nga hoàng Alexandr II (1818-1881), một nhân vật lịch sử nhận được những đánh giá đầy mâu thuẫn của hậu thế.
Một mặt, trong thời kỳ trị vì của Alexandr II (1855-1881) nước Nga đã có nhiều tiến bộ rất quan trọng về kinh tế và văn hóa: Năm 1861 chế độ nông nô bị bãi bỏ khiến cho khoảng 10 triệu nông nô trở thành người tự do và được cấp một chút ít đất đai… Nền kinh tế Nga đạt nhiều thành tựu… quá trình xây dựng đường sắt đã kích thích rất nhiều sự phát triển kinh tế theo chiều hướng tư bản…
Mặt khác, các bằng chứng lịch sử cho thấy Alexandr II không có phẩm chất của một minh quân. Ông bãi bỏ chế độ nông nô chỉ vì hoàn cảnh thúc ép với câu nói: "Tốt hơn là hủy bỏ chế độ nông nô từ bên trên còn hơn là chờ cho đến khi nông nô tự giải phóng mình từ bên dưới." Việc bãi bỏ chế độ nông nô trên thực tế không đem lại lợi ích cho nông nô mà chỉ đem lại lợi ích cho các chức sắc nhà nước kiểu như lý trưởng, chánh tổng, là những người có quyền chia ruộng đất và thu thuế. Về quan điểm chính trị thì Alexandr II là kẻ bảo hoàng quyết giữ địa vị thiên tử cho dòng tộc bằng mọi giá, đời sống cá nhân có một số bê bối tình ái không giấu giếm được nên bị giới quý tộc bảo thủ lợi dụng gây thêm sức ép theo hướng phản động chuyên chế. Có lẽ vì vậy mà sự căng thẳng với giới trí thức vẫn gia tăng. Năm 1866 Alexandr II bị mưu sát và chỉ thoát chết trong gang tấc. Cuộc trấn áp dân chúng sau đó đã khởi đầu cho thời kỳ đàn áp dã man các phong trào phản kháng. Nhiều vụ mưu sát Nga hoàng vẫn tiếp tục và năm 1881 Alexandr II bị giết chết trong một vụ đánh bom.

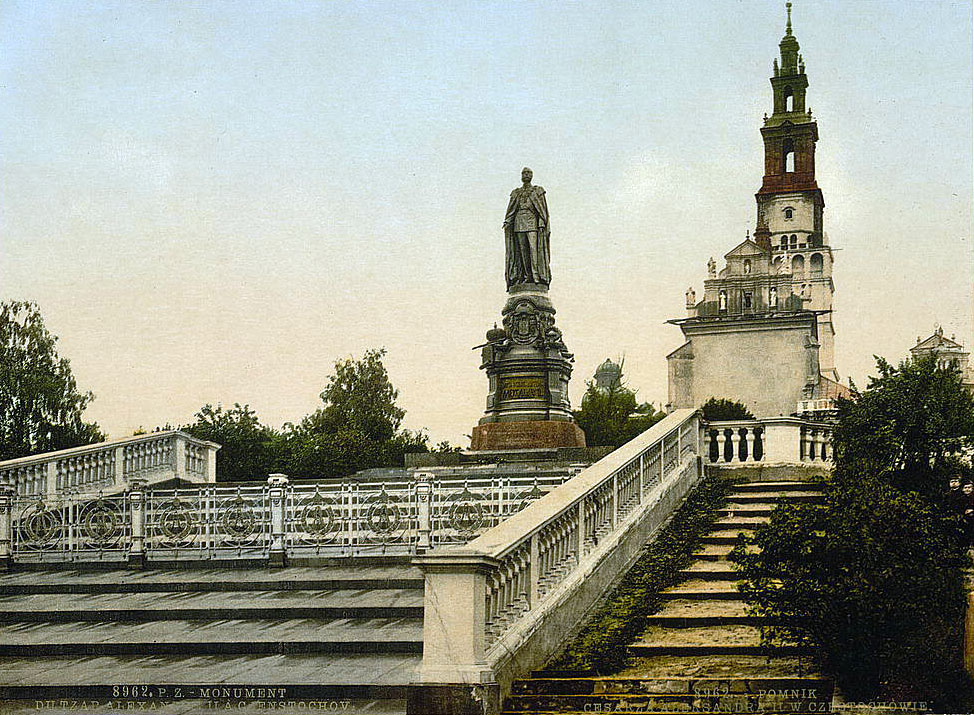
Tượng đài Aleksandr II ở Częstochowa, trái tim tinh thần của đất nước Ba Lan.

Sống trong giai đoạn vàng son của văn học Nga, nhưng ông yêu thích chơi bài uýt và đi săn, thay vì những tuyệt tác của Tolstoy, Dostoyevsky và Turgenev. So với những nhân vật đương thời, ông là một vị Nga hoàng yếu kém và thiếu quyết đoán: lúc thì là một ông hoàng Duy Tân, lúc thì là một kẻ bảo thủ chống những người có tư tưởng cải cách. Có thể nói ông là một nhân vật lịch sử vĩ đại chứ không phải là một con người vĩ đại, bởi vì những gì ông làm quan trọng hơn thân thế của ông. Phải công nhận rằng những cải cách lớn lao của ông có tầm quan trọng lớn như những thay đổi nước Nga của vua Pyotr Đại đế và lãnh tụ Vladmir Ilyich Lenin, tuy vậy nhân cách ông bị đánh giá thấp hơn họ. Vai trò của Aleksandr II trong lịch sử - cái quan trọng nhất để xét về ông - gần như hoàn toàn là một Nga hoàng chuyên chế, trị vì đế quốc Nga rộng lớn giữa lúc chế độ Nga hoàng đang ở giai đoạn nguy kịch. Về mặt đối ngoại, những hoạt động bành trướng của Aleksandr II đã mở đường cho những giai đoạn phát triển của Chủ nghĩa đế quốc Nga ở châu Á sau này.
Chương trình truyền hình trực tiếp "Tin tức trong tuần" (Vesti Nedeli) ngày chủ nhật 28 tháng 12 năm 2008 đã tổng kết chính thức: Đại vương công nổi tiếng Aleksandr Yaroslavich Nevsky vào thế kỷ XIII được bình chọn là biểu tượng của nước Nga. Ngoài ra, Aleksandr II - một trong những vị Nga hoàng kiệt xuất của triều đại Romanov - cũng là một trong những nhân vật lịch sử nhận được không ít phiếu bình chọn.

## Trong tiểu thuyết
Nhân vật Aleksandr II được đề cập đến trong hai tập đầu truyện "Michael Strogoff" của Jules Gabriel Verne, được xuất bản năm 1876 khi Nga hoàng Aleksandr II vẫn còn trị quốc. Trong truyện này, giữa một buổi yến tiệc linh đình, nhà vua đã rời khỏi phòng khiêu vũ trong Cung điện Mới, khi hay tin về những sự kiện nghiêm trọng xảy ra ở phía bên kia biên giới vùng Ural. Một cuộc bạo động dữ dội bùng nổ, quân nổi dậy đe dọa chiếm những tỉnh Xibia từ tay triều đình Nga hoàng.
Nhà văn Jules Gabriel Verne miêu tả rất tích cực về Aleksandr II, cho thấy ông là một vị vua sáng suốt và quyết đoán, đối phó với cuộc nổi dậy một cách tự tin và dứt khoát. Chủ nghĩa tự do của Aleksandr được nhấn mạnh trong cuộc đối thoại giữa Nga hoàng và viên cảnh sát trưởng - người đã nói:
"Bẩm Hoàng thượng, trong thời gian này KHÔNG có ai trở về từ Xibia hết ạ!"
Viên cảnh sát trưởng lập tức bị khiển trách bởi Nga hoàng. Ông trả lời:
"Vậy à? Thôi, chừng nào mà Trẫm đây còn chưa băng, người ta ĐƯỢC QUYỀN trở về từ Xibia!" 

## Tổ phụ
| \| \| \| \| \| \| \| \| \| \| \| \| \| \| \| \| \| \| \| \| 16. Karl Friederich I xứ Holstein-Gottorp \| \| \| \| \| \| \| \| \| \| \| \| \| \| \| \| \| \| \| \| \| \| \| \| \| \| \| \| \| \| \| \| \| \| \| \| \| \| \| \| \| \| \| \| \| \| \| \| \| \| \| \| \| \| 8. Pyotr III của Nga \| \| \| \| \| \| \| \| \| \| \| \| \| \| \| \| \| \| \| \| \| \| \| \| \| \| \| \| \| \| \| \| \| \| \| \| \| \| \| \| \| \| \| \| \| \| \| \| \| \| \| \| \| \| 17. Anna Petrovna của Nga \| \| \| \| \| \| \| \| \| \| \| \| \| \| \| \| \| \| \| \| \| \| \| \| \| \| \| \| \| \| \| \| \| \| \| \| \| \| \| \| \| \| \| \| \| \| \| \| \| \| \| \| \| \| 4. Pavel I của Nga \| \| \| \| \| \| \| \| \| \| \| \| \| \| \| \| \| \| \| \| \| \| \| \| \| \| \| \| \| \| \| \| \| \| \| \| \| \| \| \| \| \| \| \| \| \| \| \| \| \| \| \| \| \| 18. Christian August, Vương công xứ Anhalt-Zerbst \| \| \| \| \| \| \| \| \| \| \| \| \| \| \| \| \| \| \| \| \| \| \| \| \| \| \| \| \| \| \| \| \| \| \| \| \| \| \| \| \| \| \| \| \| \| \| \| \| \| \| \| \| \| 9. Yekaterina II của Nga \| \| \| \| \| \| \| \| \| \| \| \| \| \| \| \| \| \| \| \| \| \| \| \| \| \| \| \| \| \| \| \| \| \| \| \| \| \| \| \| \| \| \| \| \| \| \| \| \| \| \| \| \| \| 19. Công nương Johanna Elisabeth xứ Holstein-Gottorp \| \| \| \| \| \| \| \| \| \| \| \| \| \| \| \| \| \| \| \| \| \| \| \| \| \| \| \| \| \| \| \| \| \| \| \| \| \| \| \| \| \| \| \| \| \| \| \| \| \| \| \| \| \| 2. Nikolai I của Nga \| \| \| \| \| \| \| \| \| \| \| \| \| \| \| \| \| \| \| \| \| \| \| \| \| \| \| \| \| \| \| \| \| \| \| \| \| \| \| \| \| \| \| \| \| \| \| \| \| \| \| \| \| \| 20. Karl Alexander xứ Württemberg \| \| \| \| \| \| \| \| \| \| \| \| \| \| \| \| \| \| \| \| \| \| \| \| \| \| \| \| \| \| \| \| \| \| \| \| \| \| \| \| \| \| \| \| \| \| \| \| \| \| \| \| \| \| 10. Frederick Eugene xứ Württemberg \| \| \| \| \| \| \| \| \| \| \| \| \| \| \| \| \| \| \| \| \| \| \| \| \| \| \| \| \| \| \| \| \| \| \| \| \| \| \| \| \| \| \| \| \| \| \| \| \| \| \| \| \| \| 21. Maria Augusta xứ Thurn và Taxis \| \| \| \| \| \| \| \| \| \| \| \| \| \| \| \| \| \| \| \| \| \| \| \| \| \| \| \| \| \| \| \| \| \| \| \| \| \| \| \| \| \| \| \| \| \| \| \| \| \| \| \| \| \| 5. Sophie Dorothee xứ Württemburg \| \| \| \| \| \| \| \| \| \| \| \| \| \| \| \| \| \| \| \| \| \| \| \| \| \| \| \| \| \| \| \| \| \| \| \| \| \| \| \| \| \| \| \| \| \| \| \| \| \| \| \| \| \| 22. Bá tước Frederick William xứ Brandenburg-Schwedt \| \| \| \| \| \| \| \| \| \| \| \| \| \| \| \| \| \| \| \| \| \| \| \| \| \| \| \| \| \| \| \| \| \| \| \| \| \| \| \| \| \| \| \| \| \| \| \| \| \| \| \| \| \| 11. Friederike Dorothea xứ Brandenburg-Schwedt \| \| \| \| \| \| \| \| \| \| \| \| \| \| \| \| \| \| \| \| \| \| \| \| \| \| \| \| \| \| \| \| \| \| \| \| \| \| \| \| \| \| \| \| \| \| \| \| \| \| \| \| \| \| 23. Sophie Dorothea của Phổ \| \| \| \| \| \| \| \| \| \| \| \| \| \| \| \| \| \| \| \| \| \| \| \| \| \| \| \| \| \| \| \| \| \| \| \| \| \| \| \| \| \| \| \| \| \| \| \| \| \| \| \| \| \| 1. Aleksandr II của Nga \| \| \| \| \| \| \| \| \| \| \| \| \| \| \| \| \| \| \| \| \| \| \| \| \| \| \| \| \| \| \| \| \| \| \| \| \| \| \| \| \| \| \| \| \| \| \| \| \| \| \| \| \| \| 24. August Wilhelm của Phổ \| \| \| \| \| \| \| \| \| \| \| \| \| \| \| \| \| \| \| \| \| \| \| \| \| \| \| \| \| \| \| \| \| \| \| \| \| \| \| \| \| \| \| \| \| \| \| \| \| \| \| \| \| \| 12. Friedrich Wilhelm II của Phổ \| \| \| \| \| \| \| \| \| \| \| \| \| \| \| \| \| \| \| \| \| \| \| \| \| \| \| \| \| \| \| \| \| \| \| \| \| \| \| \| \| \| \| \| \| \| \| \| \| \| \| \| \| \| 25. Luise Amalie xứ Braunschweig-Wolfenbüttel \| \| \| \| \| \| \| \| \| \| \| \| \| \| \| \| \| \| \| \| \| \| \| \| \| \| \| \| \| \| \| \| \| \| \| \| \| \| \| \| \| \| \| \| \| \| \| \| \| \| \| \| \| \| 6. Friedrich Wilhelm III của Phổ \| \| \| \| \| \| \| \| \| \| \| \| \| \| \| \| \| \| \| \| \| \| \| \| \| \| \| \| \| \| \| \| \| \| \| \| \| \| \| \| \| \| \| \| \| \| \| \| \| \| \| \| \| \| 26. Ludwig IX xứ Hessen-Darmstadt \| \| \| \| \| \| \| \| \| \| \| \| \| \| \| \| \| \| \| \| \| \| \| \| \| \| \| \| \| \| \| \| \| \| \| \| \| \| \| \| \| \| \| \| \| \| \| \| \| \| \| \| \| \| 13. Friederike Luise xứ Hesse-Darmstadt \| \| \| \| \| \| \| \| \| \| \| \| \| \| \| \| \| \| \| \| \| \| \| \| \| \| \| \| \| \| \| \| \| \| \| \| \| \| \| \| \| \| \| \| \| \| \| \| \| \| \| \| \| \| 27. Karoline xứ Pfalz-Zweibrücken \| \| \| \| \| \| \| \| \| \| \| \| \| \| \| \| \| \| \| \| \| \| \| \| \| \| \| \| \| \| \| \| \| \| \| \| \| \| \| \| \| \| \| \| \| \| \| \| \| \| \| \| \| \| 3. Charlotte Wilhelmine của Phổ \| \| \| \| \| \| \| \| \| \| \| \| \| \| \| \| \| \| \| \| \| \| \| \| \| \| \| \| \| \| \| \| \| \| \| \| \| \| \| \| \| \| \| \| \| \| \| \| \| \| \| \| \| \| 28. Công tước Charles Louis Frederick xứ Mecklenburg-Strelitz, Vương công xứ Mirow \| \| \| \| \| \| \| \| \| \| \| \| \| \| \| \| \| \| \| \| \| \| \| \| \| \| \| \| \| \| \| \| \| \| \| \| \| \| \| \| \| \| \| \| \| \| \| \| \| \| \| \| \| \| 14. Karl II xứ Mecklenburg-Strelitz \| \| \| \| \| \| \| \| \| \| \| \| \| \| \| \| \| \| \| \| \| \| \| \| \| \| \| \| \| \| \| \| \| \| \| \| \| \| \| \| \| \| \| \| \| \| \| \| \| \| \| \| \| \| 29. Công chúa Elizabeth Albertine của Saxe-Hildburghausen \| \| \| \| \| \| \| \| \| \| \| \| \| \| \| \| \| \| \| \| \| \| \| \| \| \| \| \| \| \| \| \| \| \| \| \| \| \| \| \| \| \| \| \| \| \| \| \| \| \| \| \| \| \| 7. Luise xứ Mecklenburg-Strelitz \| \| \| \| \| \| \| \| \| \| \| \| \| \| \| \| \| \| \| \| \| \| \| \| \| \| \| \| \| \| \| \| \| \| \| \| \| \| \| \| \| \| \| \| \| \| \| \| \| \| \| \| \| \| 30. Lãnh chúa George William xứ Hesse-Darmstadt \| \| \| \| \| \| \| \| \| \| \| \| \| \| \| \| \| \| \| \| \| \| \| \| \| \| \| \| \| \| \| \| \| \| \| \| \| \| \| \| \| \| \| \| \| \| \| \| \| \| \| \| \| \| 15. Friederike xứ Hessen-Darmstadt \| \| \| \| \| \| \| \| \| \| \| \| \| \| \| \| \| \| \| \| \| \| \| \| \| \| \| \| \| \| \| \| \| \| \| \| \| \| \| \| \| \| \| \| \| \| \| \| \| \| \| \| \| \| 31. Nữ Bá tước Maria xứ Leiningen-Dagsburg \| \| \| \| \| \| \| \| \| \| \| \| \| \| \| \| \| \| \| \| \| \| \| \| \| \| \| \| \| \| \| \| \| \| \| \| \| \| \| \| \| \| \| \| \| \| \| \| \| \| \| \| |                                                                                    |  |  |  |  |  |  |  |  |  |  |  |  |  |  |  |
| |                                                                                    |  |  |  |  |  |  |  |  |  |  |  |  |  |  |  |
| | 16. Karl Friederich I xứ Holstein-Gottorp                                          |  |  |  |  |  |  |  |  |  |  |  |  |  |  |  |
| |                                                                                    |  |  |  |  |  |  |  |  |  |  |  |  |  |  |  |
| |                                                                                    |  |  |  |  |  |  |  |  |  |  |  |  |  |  |  |
| | 8. Pyotr III của Nga                                                               |  |  |  |  |  |  |  |  |  |  |  |  |  |  |  |
| |                                                                                    |  |  |  |  |  |  |  |  |  |  |  |  |  |  |  |
| |                                                                                    |  |  |  |  |  |  |  |  |  |  |  |  |  |  |  |
| | 17. Anna Petrovna của Nga                                                          |  |  |  |  |  |  |  |  |  |  |  |  |  |  |  |
| |                                                                                    |  |  |  |  |  |  |  |  |  |  |  |  |  |  |  |
| |                                                                                    |  |  |  |  |  |  |  |  |  |  |  |  |  |  |  |
| | 4. Pavel I của Nga                                                                 |  |  |  |  |  |  |  |  |  |  |  |  |  |  |  |
| |                                                                                    |  |  |  |  |  |  |  |  |  |  |  |  |  |  |  |
| |                                                                                    |  |  |  |  |  |  |  |  |  |  |  |  |  |  |  |
| | 18. Christian August, Vương công xứ Anhalt-Zerbst                                  |  |  |  |  |  |  |  |  |  |  |  |  |  |  |  |
| |                                                                                    |  |  |  |  |  |  |  |  |  |  |  |  |  |  |  |
| |                                                                                    |  |  |  |  |  |  |  |  |  |  |  |  |  |  |  |
| | 9. Yekaterina II của Nga                                                           |  |  |  |  |  |  |  |  |  |  |  |  |  |  |  |
| |                                                                                    |  |  |  |  |  |  |  |  |  |  |  |  |  |  |  |
| |                                                                                    |  |  |  |  |  |  |  |  |  |  |  |  |  |  |  |
| | 19. Công nương Johanna Elisabeth xứ Holstein-Gottorp                               |  |  |  |  |  |  |  |  |  |  |  |  |  |  |  |
| |                                                                                    |  |  |  |  |  |  |  |  |  |  |  |  |  |  |  |
| |                                                                                    |  |  |  |  |  |  |  |  |  |  |  |  |  |  |  |
| | 2. Nikolai I của Nga                                                               |  |  |  |  |  |  |  |  |  |  |  |  |  |  |  |
| |                                                                                    |  |  |  |  |  |  |  |  |  |  |  |  |  |  |  |
| |                                                                                    |  |  |  |  |  |  |  |  |  |  |  |  |  |  |  |
| | 20. Karl Alexander xứ Württemberg                                                  |  |  |  |  |  |  |  |  |  |  |  |  |  |  |  |
| |                                                                                    |  |  |  |  |  |  |  |  |  |  |  |  |  |  |  |
| |                                                                                    |  |  |  |  |  |  |  |  |  |  |  |  |  |  |  |
| | 10. Frederick Eugene xứ Württemberg                                                |  |  |  |  |  |  |  |  |  |  |  |  |  |  |  |
| |                                                                                    |  |  |  |  |  |  |  |  |  |  |  |  |  |  |  |
| |                                                                                    |  |  |  |  |  |  |  |  |  |  |  |  |  |  |  |
| | 21. Maria Augusta xứ Thurn và Taxis                                                |  |  |  |  |  |  |  |  |  |  |  |  |  |  |  |
| |                                                                                    |  |  |  |  |  |  |  |  |  |  |  |  |  |  |  |
| |                                                                                    |  |  |  |  |  |  |  |  |  |  |  |  |  |  |  |
| | 5. Sophie Dorothee xứ Württemburg                                                  |  |  |  |  |  |  |  |  |  |  |  |  |  |  |  |
| |                                                                                    |  |  |  |  |  |  |  |  |  |  |  |  |  |  |  |
| |                                                                                    |  |  |  |  |  |  |  |  |  |  |  |  |  |  |  |
| | 22. Bá tước Frederick William xứ Brandenburg-Schwedt                               |  |  |  |  |  |  |  |  |  |  |  |  |  |  |  |
| |                                                                                    |  |  |  |  |  |  |  |  |  |  |  |  |  |  |  |
| |                                                                                    |  |  |  |  |  |  |  |  |  |  |  |  |  |  |  |
| | 11. Friederike Dorothea xứ Brandenburg-Schwedt                                     |  |  |  |  |  |  |  |  |  |  |  |  |  |  |  |
| |                                                                                    |  |  |  |  |  |  |  |  |  |  |  |  |  |  |  |
| |                                                                                    |  |  |  |  |  |  |  |  |  |  |  |  |  |  |  |
| | 23. Sophie Dorothea của Phổ                                                        |  |  |  |  |  |  |  |  |  |  |  |  |  |  |  |
| |                                                                                    |  |  |  |  |  |  |  |  |  |  |  |  |  |  |  |
| |                                                                                    |  |  |  |  |  |  |  |  |  |  |  |  |  |  |  |
| | 1. Aleksandr II của Nga                                                            |  |  |  |  |  |  |  |  |  |  |  |  |  |  |  |
| |                                                                                    |  |  |  |  |  |  |  |  |  |  |  |  |  |  |  |
| |                                                                                    |  |  |  |  |  |  |  |  |  |  |  |  |  |  |  |
| | 24. August Wilhelm của Phổ                                                         |  |  |  |  |  |  |  |  |  |  |  |  |  |  |  |
| |                                                                                    |  |  |  |  |  |  |  |  |  |  |  |  |  |  |  |
| |                                                                                    |  |  |  |  |  |  |  |  |  |  |  |  |  |  |  |
| | 12. Friedrich Wilhelm II của Phổ                                                   |  |  |  |  |  |  |  |  |  |  |  |  |  |  |  |
| |                                                                                    |  |  |  |  |  |  |  |  |  |  |  |  |  |  |  |
| |                                                                                    |  |  |  |  |  |  |  |  |  |  |  |  |  |  |  |
| | 25. Luise Amalie xứ Braunschweig-Wolfenbüttel                                      |  |  |  |  |  |  |  |  |  |  |  |  |  |  |  |
| |                                                                                    |  |  |  |  |  |  |  |  |  |  |  |  |  |  |  |
| |                                                                                    |  |  |  |  |  |  |  |  |  |  |  |  |  |  |  |
| | 6. Friedrich Wilhelm III của Phổ                                                   |  |  |  |  |  |  |  |  |  |  |  |  |  |  |  |
| |                                                                                    |  |  |  |  |  |  |  |  |  |  |  |  |  |  |  |
| |                                                                                    |  |  |  |  |  |  |  |  |  |  |  |  |  |  |  |
| | 26. Ludwig IX xứ Hessen-Darmstadt                                                  |  |  |  |  |  |  |  |  |  |  |  |  |  |  |  |
| |                                                                                    |  |  |  |  |  |  |  |  |  |  |  |  |  |  |  |
| |                                                                                    |  |  |  |  |  |  |  |  |  |  |  |  |  |  |  |
| | 13. Friederike Luise xứ Hesse-Darmstadt                                            |  |  |  |  |  |  |  |  |  |  |  |  |  |  |  |
| |                                                                                    |  |  |  |  |  |  |  |  |  |  |  |  |  |  |  |
| |                                                                                    |  |  |  |  |  |  |  |  |  |  |  |  |  |  |  |
| | 27. Karoline xứ Pfalz-Zweibrücken                                                  |  |  |  |  |  |  |  |  |  |  |  |  |  |  |  |
| |                                                                                    |  |  |  |  |  |  |  |  |  |  |  |  |  |  |  |
| |                                                                                    |  |  |  |  |  |  |  |  |  |  |  |  |  |  |  |
| | 3. Charlotte Wilhelmine của Phổ                                                    |  |  |  |  |  |  |  |  |  |  |  |  |  |  |  |
| |                                                                                    |  |  |  |  |  |  |  |  |  |  |  |  |  |  |  |
| |                                                                                    |  |  |  |  |  |  |  |  |  |  |  |  |  |  |  |
| | 28. Công tước Charles Louis Frederick xứ Mecklenburg-Strelitz, Vương công xứ Mirow |  |  |  |  |  |  |  |  |  |  |  |  |  |  |  |
| |                                                                                    |  |  |  |  |  |  |  |  |  |  |  |  |  |  |  |
| |                                                                                    |  |  |  |  |  |  |  |  |  |  |  |  |  |  |  |
| | 14. Karl II xứ Mecklenburg-Strelitz                                                |  |  |  |  |  |  |  |  |  |  |  |  |  |  |  |
| |                                                                                    |  |  |  |  |  |  |  |  |  |  |  |  |  |  |  |
| |                                                                                    |  |  |  |  |  |  |  |  |  |  |  |  |  |  |  |
| | 29. Công chúa Elizabeth Albertine của Saxe-Hildburghausen                          |  |  |  |  |  |  |  |  |  |  |  |  |  |  |  |
| |                                                                                    |  |  |  |  |  |  |  |  |  |  |  |  |  |  |  |
| |                                                                                    |  |  |  |  |  |  |  |  |  |  |  |  |  |  |  |
| | 7. Luise xứ Mecklenburg-Strelitz                                                   |  |  |  |  |  |  |  |  |  |  |  |  |  |  |  |
| |                                                                                    |  |  |  |  |  |  |  |  |  |  |  |  |  |  |  |
| |                                                                                    |  |  |  |  |  |  |  |  |  |  |  |  |  |  |  |
| | 30. Lãnh chúa George William xứ Hesse-Darmstadt                                    |  |  |  |  |  |  |  |  |  |  |  |  |  |  |  |
| |                                                                                    |  |  |  |  |  |  |  |  |  |  |  |  |  |  |  |
| |                                                                                    |  |  |  |  |  |  |  |  |  |  |  |  |  |  |  |
| | 15. Friederike xứ Hessen-Darmstadt                                                 |  |  |  |  |  |  |  |  |  |  |  |  |  |  |  |
| |                                                                                    |  |  |  |  |  |  |  |  |  |  |  |  |  |  |  |
| |                                                                                    |  |  |  |  |  |  |  |  |  |  |  |  |  |  |  |
| | 31. Nữ Bá tước Maria xứ Leiningen-Dagsburg                                         |  |  |  |  |  |  |  |  |  |  |  |  |  |  |  |
| |                                                                                    |  |  |  |  |  |  |  |  |  |  |  |  |  |  |  |
| |                                                                                    |  |  |  |  |  |  |  |  |  |  |  |  |  |  |  |